# Kalmenhof

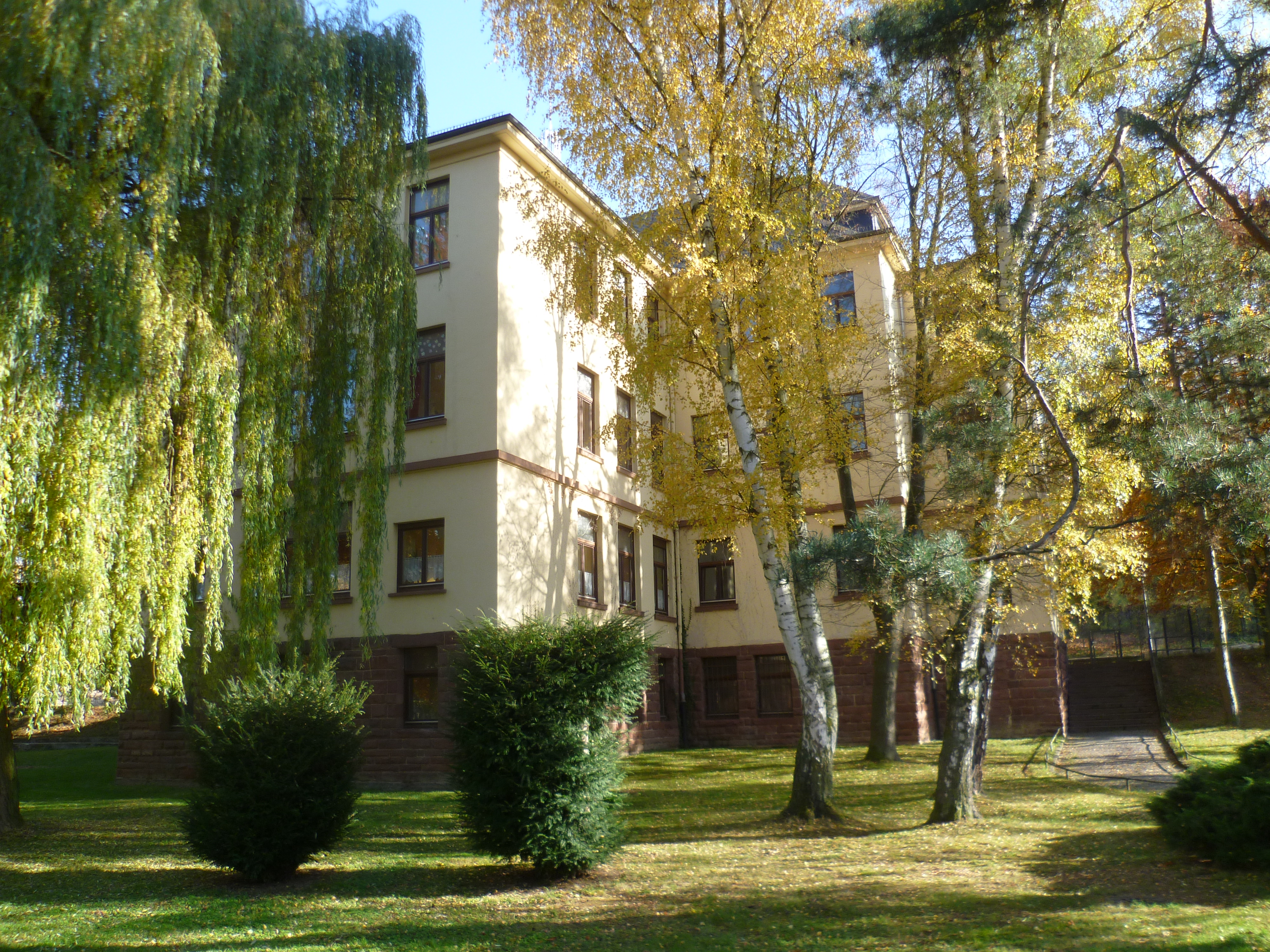
Das Buchenhaus am Kalmenhof

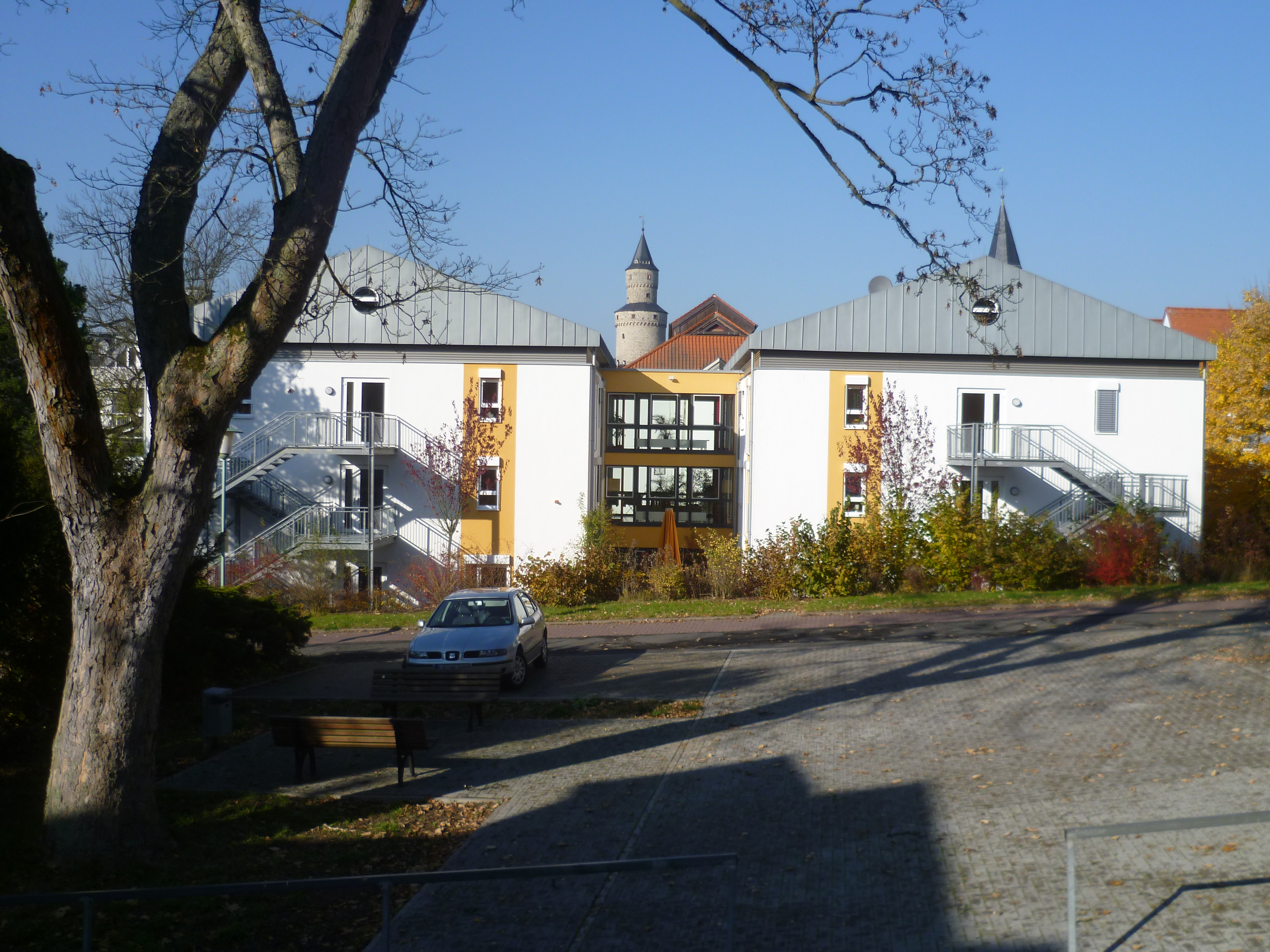
Das Rudolph-Ehlers-Haus. Im Hintergrund das Idsteiner Wahrzeichen, der Hexenturm.

Der Kalmenhof ist eine sozialpädagogische Einrichtung der Jugend- und Behindertenhilfe mit Ausbildungs- und Lehrbetrieb im regionalen Mittelzentrum Idstein in Hessen, einer ehemaligen nassauischen Residenzstadt. Die Anlagen des Kalmenhofs (früher auch Calmenhof, Idiotenanstalt Idstein oder auch Calmischer Hof) stehen teilweise unter Denkmalschutz. Er wird von einer Tochtergesellschaft der Vitos GmbH betrieben.
Die wechselvolle Geschichte der 1888 gegründeten Heil- und Pflegeeinrichtung reicht zurück bis ins Mittelalter. In der Zeit des Nationalsozialismus war sie Zwischenanstalt für die NS-Tötungsanstalt Hadamar mit Hunderten von Euthanasie-Morden in der Kinderfachabteilung. Die Beteiligung einzelner Mitarbeiter des Kalmenhofs an den Verbrechen der nationalsozialistischen Rassenhygiene wurde 1947 im sogenannten Kalmenhofprozess untersucht. Nach Übernahme der Anstalt durch den Landeswohlfahrtsverband Hessen gab es in den 1950er und 1960er Jahren schwere Fälle von Misshandlung an den Heimkindern. Nach Reformen und Neustrukturierungen in den 1970er Jahren setzte erst Anfang der 1980er Jahre die Auseinandersetzung mit der nationalsozialistischen Vergangenheit des Kalmenhofs ein.

## Lage und Beschreibung

Übersicht über die Anlagen des zentralen Gebäudekomplexes des Kalmenhofs

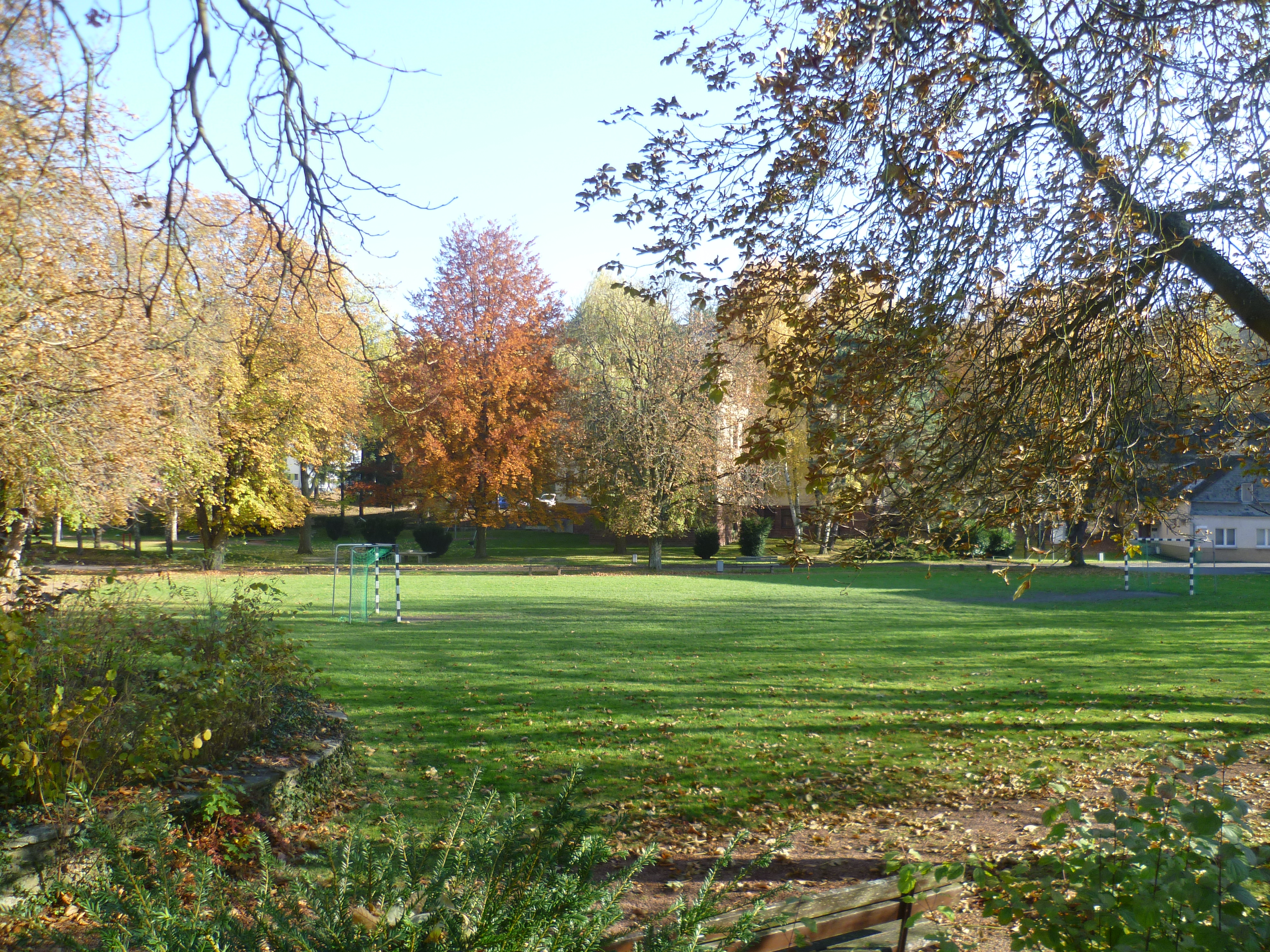
Außenanlagen des Kalmenhofs mit Blick von der Direktorenwiese auf das Buchenhaus

Der Kalmenhof schließt sich südlich an die Idsteiner Altstadt an. Er liegt am Fuß des Idsteiner Taubenbergs auf dem gut drei Hektar großen Gelände zwischen den Straßen Veitenmühlweg, Schulze-Delitzsch-Straße und Seelbacher Straße/Frölenberg. Die Straße Veitenmühlberg führt durch das Gelände. Die Anlage am Fuß eines Hanges mit weitläufigen Grünanlagen wie der Direktorenwiese besteht aus mehreren Gebäuden.
Gruppenhäuser sind das Rudolph-Ehlers-Haus, das Rosenhaus, das Loni-Franz-Haus und das Buchenhaus mit der zentralen Küche. Dazu kommen das Betriebsgebäude Sternenhaus und dem Sternensaal, Lagerhäuser, ein Mitarbeiterwohnhaus, das Freibad, Werkstätten, das ehemalige Krankenhaus, die Wäscherei und das an der Zufahrt gelegene Hauptgebäude. Die Gebäude unterscheiden sich im Baustil aufgrund ihrer unterschiedlichen Entstehungszeit deutlich voneinander.
Die Gärtnerei an der Grunerstraße 41, das Landhaus am Hofgut Gassenbach und das Jugendheim Charles Hallgarten (In der Ritzbach) liegen außerhalb des Hauptgeländes.
Die Gärtnerei verfügt über 3500 Quadratmeter Treibhausflächen und 8 Hektar Land.

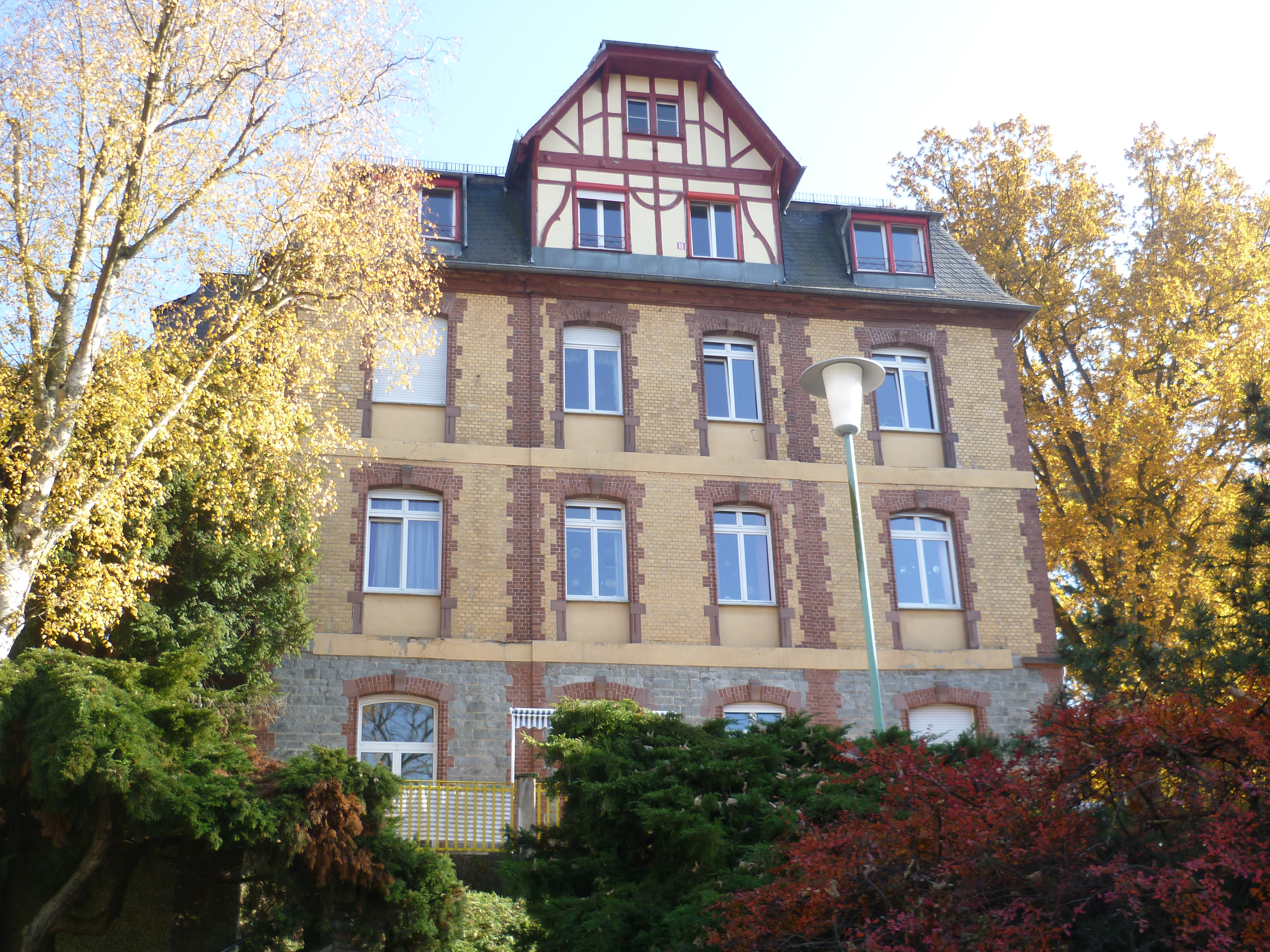
Das Rosenhaus
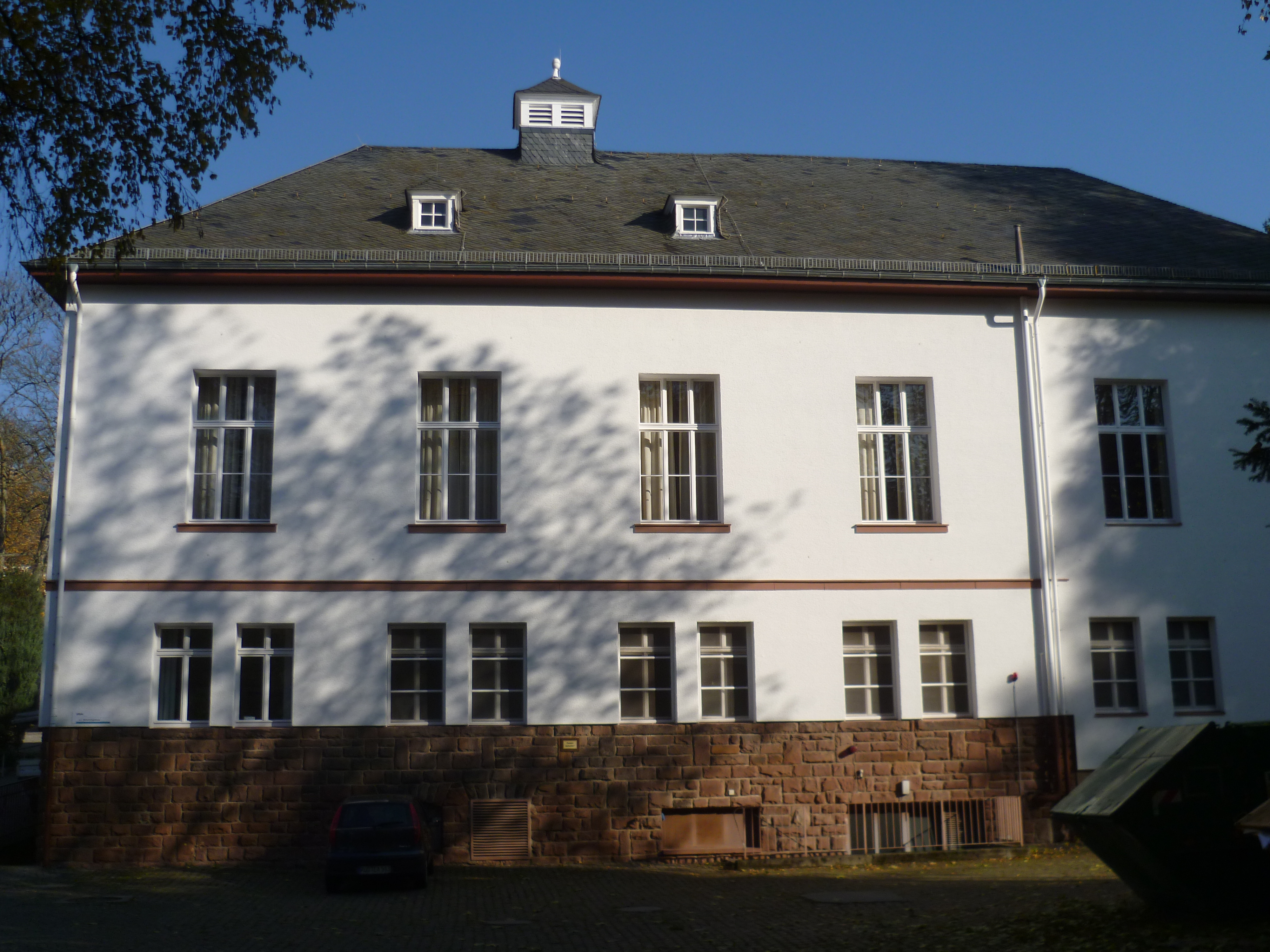
Das Sternenhaus
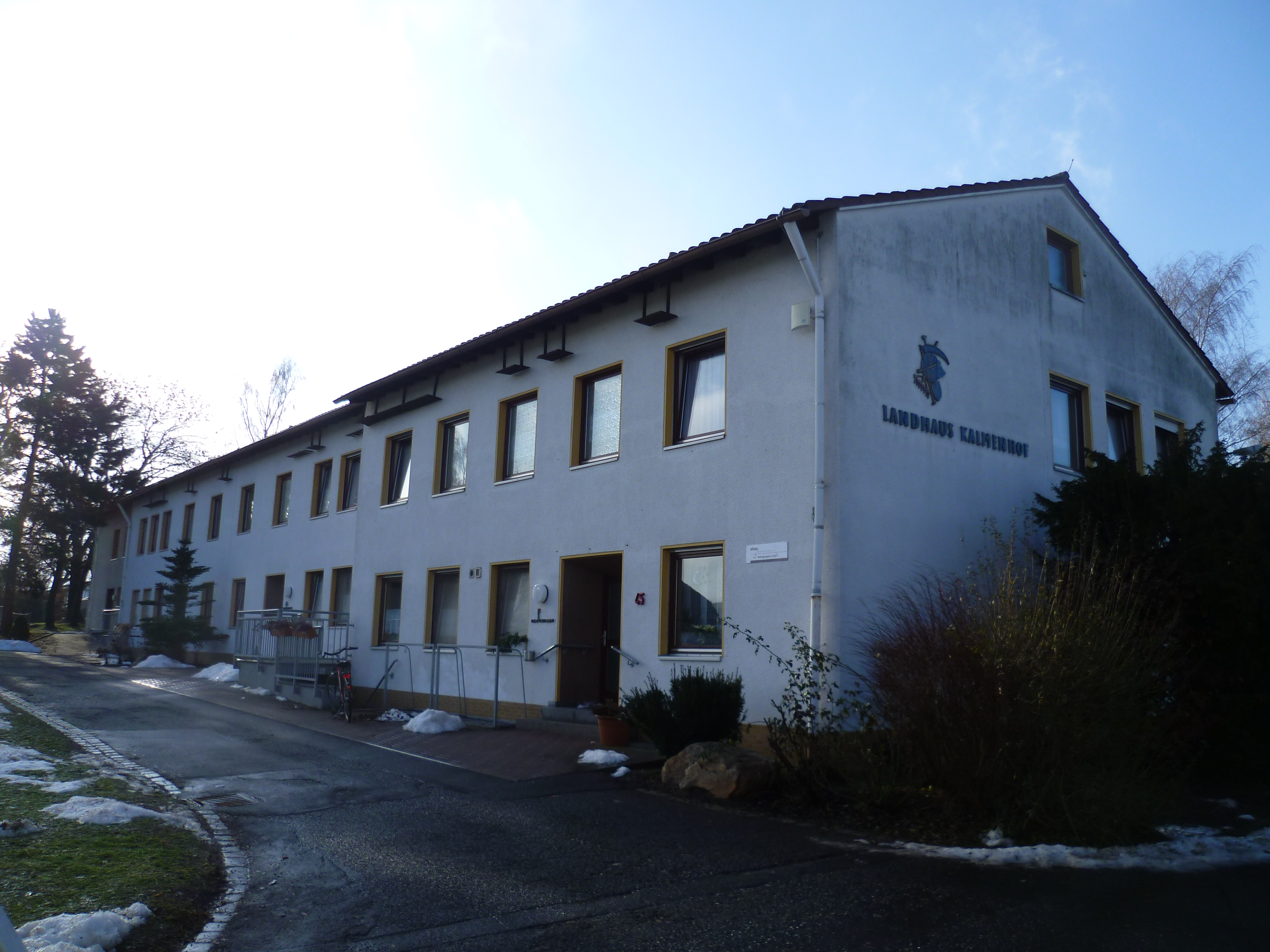
Das Landhaus am Hofgut Gassenbach
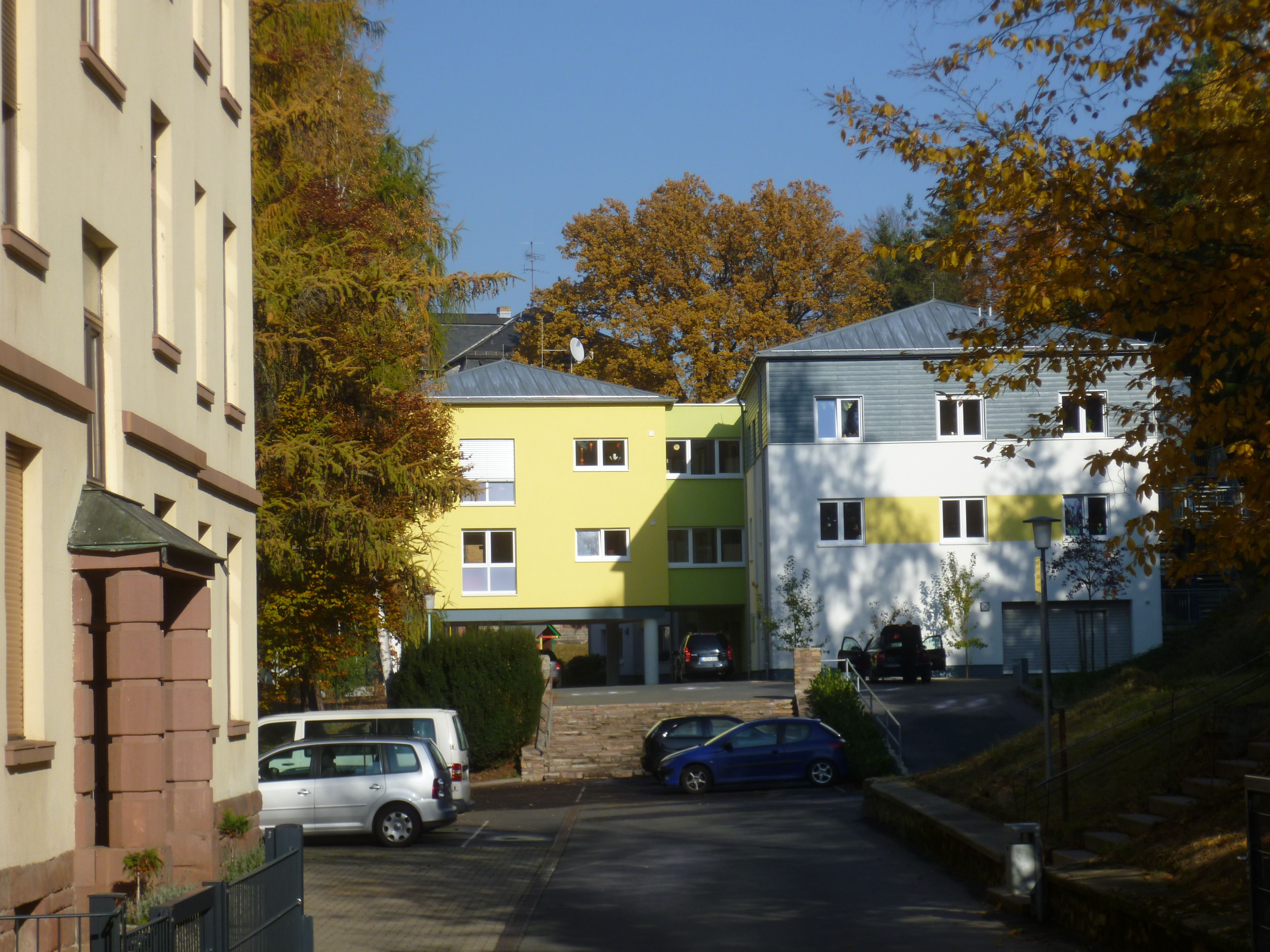
Das Loni-Franz-Haus

## Organisation
Der Landeswohlfahrtsverband Hessen (LWV) als Eigentümer der Vitos GmbH ist Träger der Vitos Teilhabe gGmbH und der aus dem Kalmenhof hervorgegangenen Max-Kirmsse-Schule.

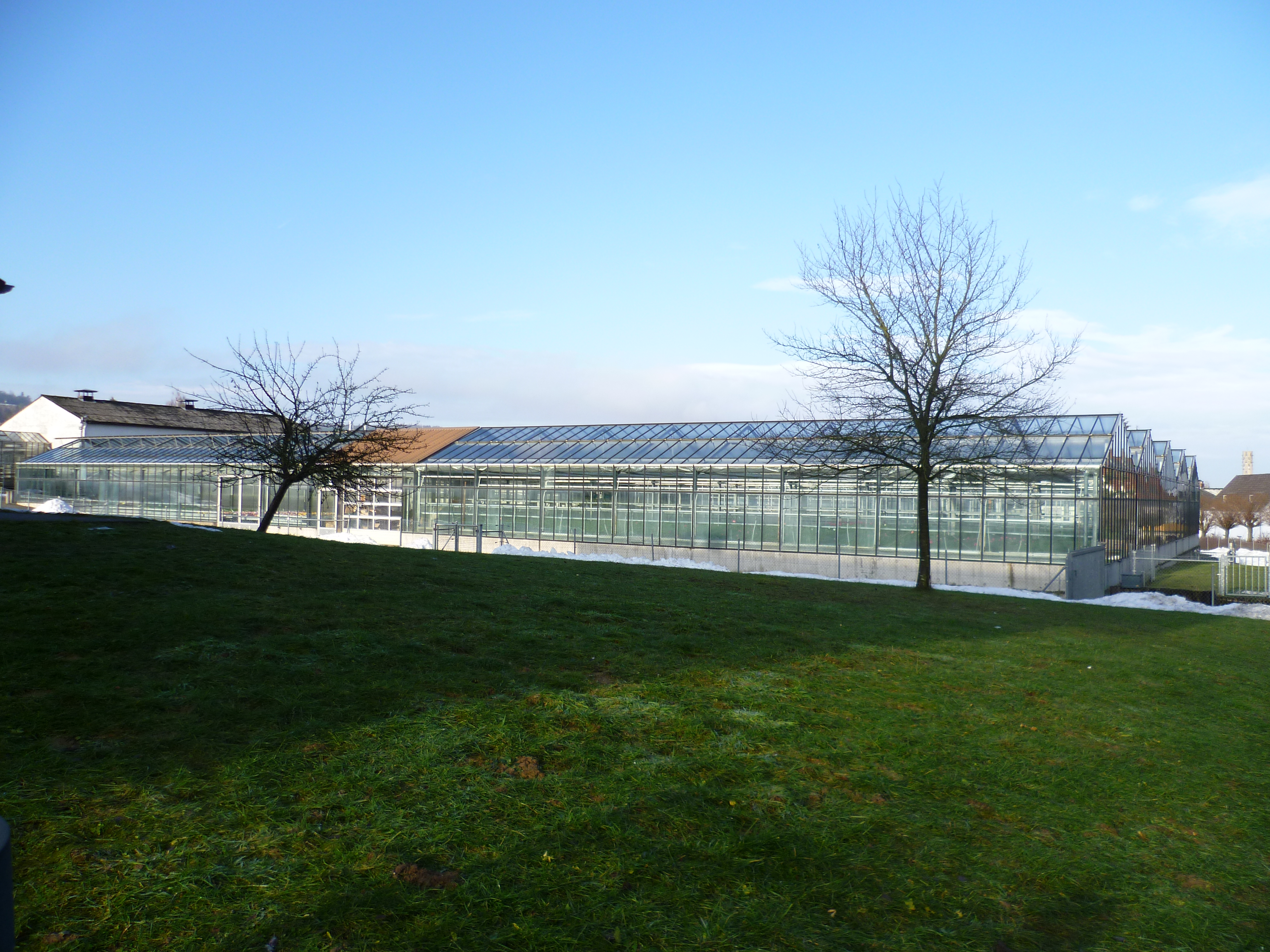
Gärtnerei beim Hofgut Gassenbach

Der Kalmenhof besitzt differenzierte Einrichtungen zur Behinderten- und Jugendhilfe mit einer Werkstatt für behinderte Menschen und mit Wohnheimbereichen für geistig behinderte Erwachsene und für behinderte Kinder und Jugendliche. Im Rahmen der Jugendhilfe gibt es unterschiedliche Wohnmöglichkeiten für Kinder und Jugendliche sowie teilstationäre und ambulante Erziehungshilfen.
Das ehemalige Sozialpädagogische Zentrum Kalmenhof firmiert heute als Vitos Teilhabe gGmbH.
Bei Vitos Kalmenhof, dem größten Arbeitgeber in der Stadt Idstein, arbeiteten Anfang 2011 rund 350 Angestellte in den Bereichen Jugendhilfe und Behindertenhilfe.
Die Vitos Jugendhilfe Idstein (Buchenhaus) betreut rund 200 Kinder und Jugendliche, ergänzt durch die aufsuchende Familienhilfe mit ausgebildeten Sozialpädagogen und die Auswahl und Unterstützung von Pflegefamilien für Kinder, die langfristig einen verlässlichen Lebensort benötigen.
Die Vitos Behindertenhilfe für Kinder und Jugendliche bietet 45 stationäre Plätze für Kinder ab dem Schulalter an, die am Kalmenhof im Rosenhaus und im Loni-Franz-Haus wohnen.
Die Vitos Behindertenhilfe für Erwachsene Idstein (Rudolph-Ehlers-Haus) hat bis zu 74 Plätze mit Wohn- und Arbeitsmöglichkeiten für geistig und mehrfach behinderte Menschen.
Im Landhaus werden geistig behinderte, verhaltensauffällige und mehrfach behinderte Männer und Frauen betreut. Kleinere Wohngruppen gibt es auch in den umliegenden Ortschaften. In der Gärtnerei in der Grunerstraße arbeiteten 2010 38 Menschen mit geistiger Behinderung.

## Geschichte

### Die Ursprünge des Kalmenhofs

Der Kalmenhof um 1880. Zu sehen sind noch alle Wirtschaftsgebäude wie auch das zentrale Herrenhaus Stockheimer Hof.

Ursprung des Kalmenhofs war der Stockheimer Hof. Das zugehörige Hofgut wurde 1350 gegründet. Die Herren von Stockheim, Burgmannen der Grafen von Nassau, errichteten 1599 das noch bestehende Haupthaus des Hofs. 1661 wurde ein Großteil des Hofguts Stockheim veräußert und mit dem Hofgut Gassenbach verbunden. Im Dreißigjährigen Krieg diente der Stockheimer Hof unter anderem als Zuflucht für Vertriebene. Die Linie der Stockheimer starb 1702 aus. Es folgte eine Reihe von Eigentümern, unter ihnen Geheimrat Johann Henrich von Kalm († 1776), der das Gut 1768 erwarb. Auf ihn ist der heute geläufige Name Kalmenhof zurückzuführen.
Bereits von 1849 bis 1877 war der Kalmenhof mit einer pädagogischen Einrichtung verbunden, als die Kleinkinderschule von Georg Philipp Weldert (1795–1863) dort angesiedelt war. Sie zog später in ein Gebäude am Zuckerberg um.

### Gründung der „Idiotenanstalt Idstein“
Die zweite Hälfte des 19. Jahrhunderts stand im Zeichen eines sozialen Umbruchs. So wuchs infolge von Landflucht im Zeitraum zwischen 1871 und 1910 die Bevölkerung Frankfurts um 355 Prozent, Wiesbadens um 207 Prozent und Offenbachs um 148 Prozent. Für die meist am Existenzminimum lebenden Arbeiterfamilien bedeutete die Unterbringung behinderter Familienmitglieder in einer Anstalt eine erhebliche Erleichterung, zumal durch die Änderung des Unterstützungswohnsitzgesetzes ab 1892 der Bezirksverband Wiesbaden die Kosten der Unterbringung übernahm.
Ein endgültiger Anstoß zur Gründung einer weiteren Idioten-Anstalt im Großraum Frankfurt war die fünfte Conferenz für Idiotenheilpflege vom 16. bis 18. September 1886 in Frankfurt. Obwohl der Kalmenhof nicht auf der Tagesordnung stand, ist davon auszugehen, dass dessen Gründung am Rande der Konferenz intensiv diskutiert wurde.
Die Motive, die Einrichtung in Idstein zu gründen, sind nicht bekannt. Grundsätzlich war es üblich, solche Anstalten auf das Land zu verlegen, da dort die Arbeitskraft der Zöglinge sinnvoller eingesetzt werden konnte und den Bürgern der Städte die „Verwahrung“ der Behinderten nicht ins Auge fiel.

Alte Ansicht des Stockheimer Hofs, zu sehen ist Rudolph Ehlers mit Zöglingen

Hauptinitiatoren waren der evangelische Pfarrer Rudolph Ehlers, der jüdische Bankier und Philanthrop Charles Hallgarten und der Frankfurter Stadtrat Karl Flesch. Ihnen gemeinsam war das soziale Engagement. Ehlers selbst hatte eine geistig behinderte Tochter.
Neben diesen Hauptinitiatoren waren die Unternehmer Hermann Sonnenberg und Carl Bolongaro, der Architekt und Kommunalpolitiker Konrad Steinbrinck, August Lotz (ein ehemaliger Assistent von Heinrich Hoffmann), Landesdirektor Otto Sartorius (der einzige Nicht-Frankfurter) und der Frankfurter Polizeipräsident August von Hergenhahn an der Gründung beteiligt. Letzterer wird auch auf dem Relief der Gründer mit Ehlers und Hallgarten genannt, obwohl seine Rolle bei der Gründung bedeutend kleiner war.

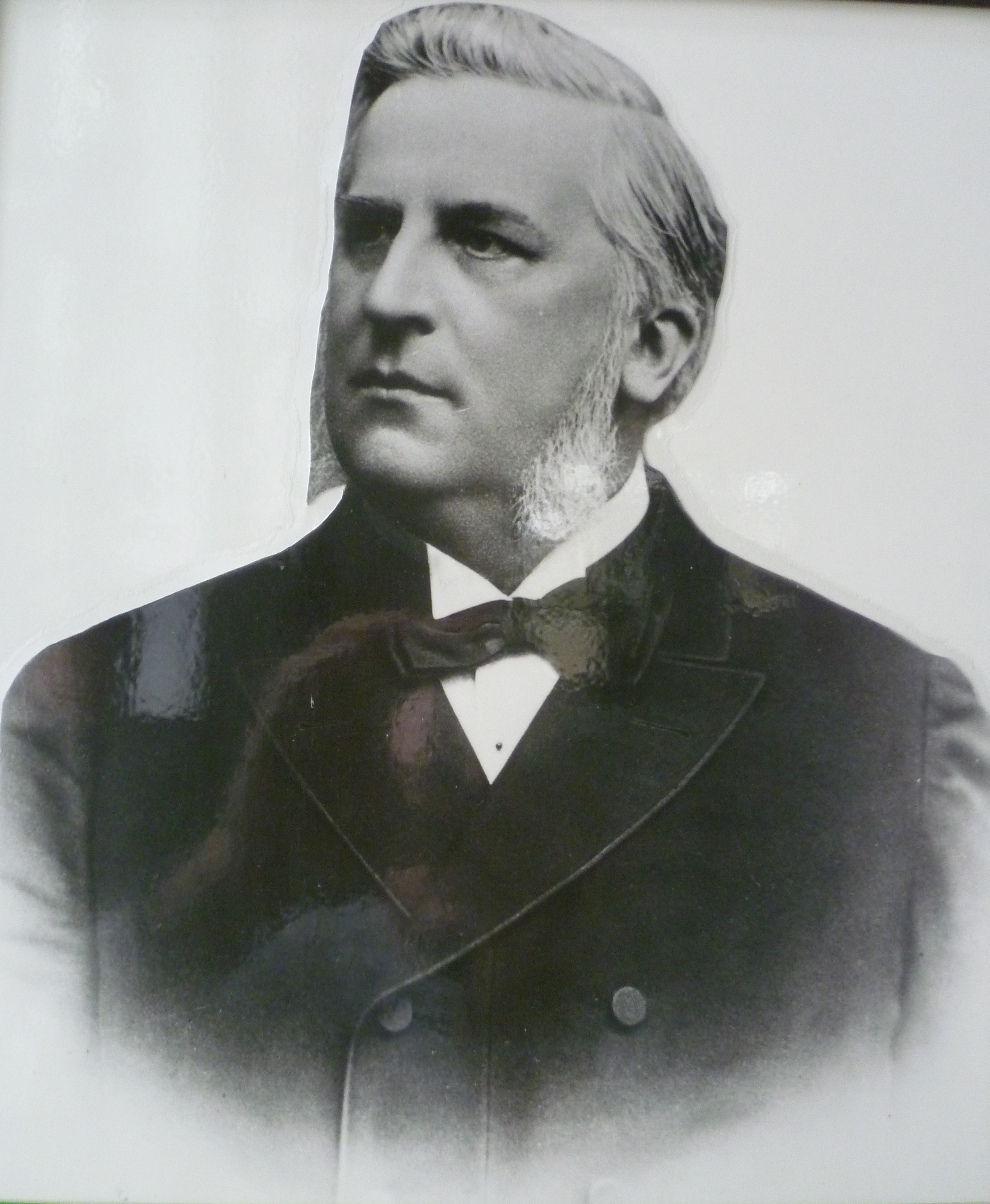
Rudolph Ehlers (1834–1908)
Charles Hallgarten (1838–1908)
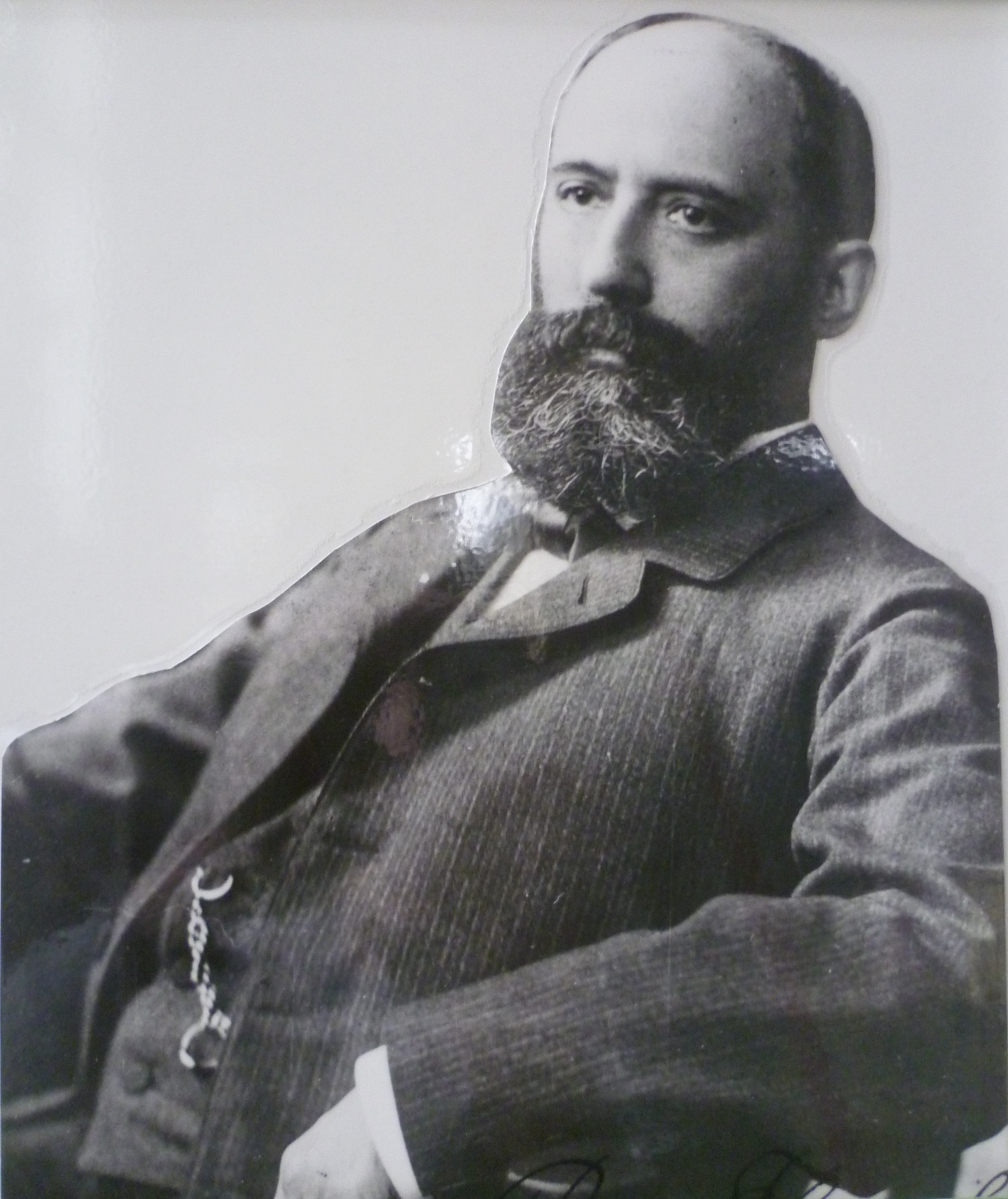
Karl Flesch (1853–1915)
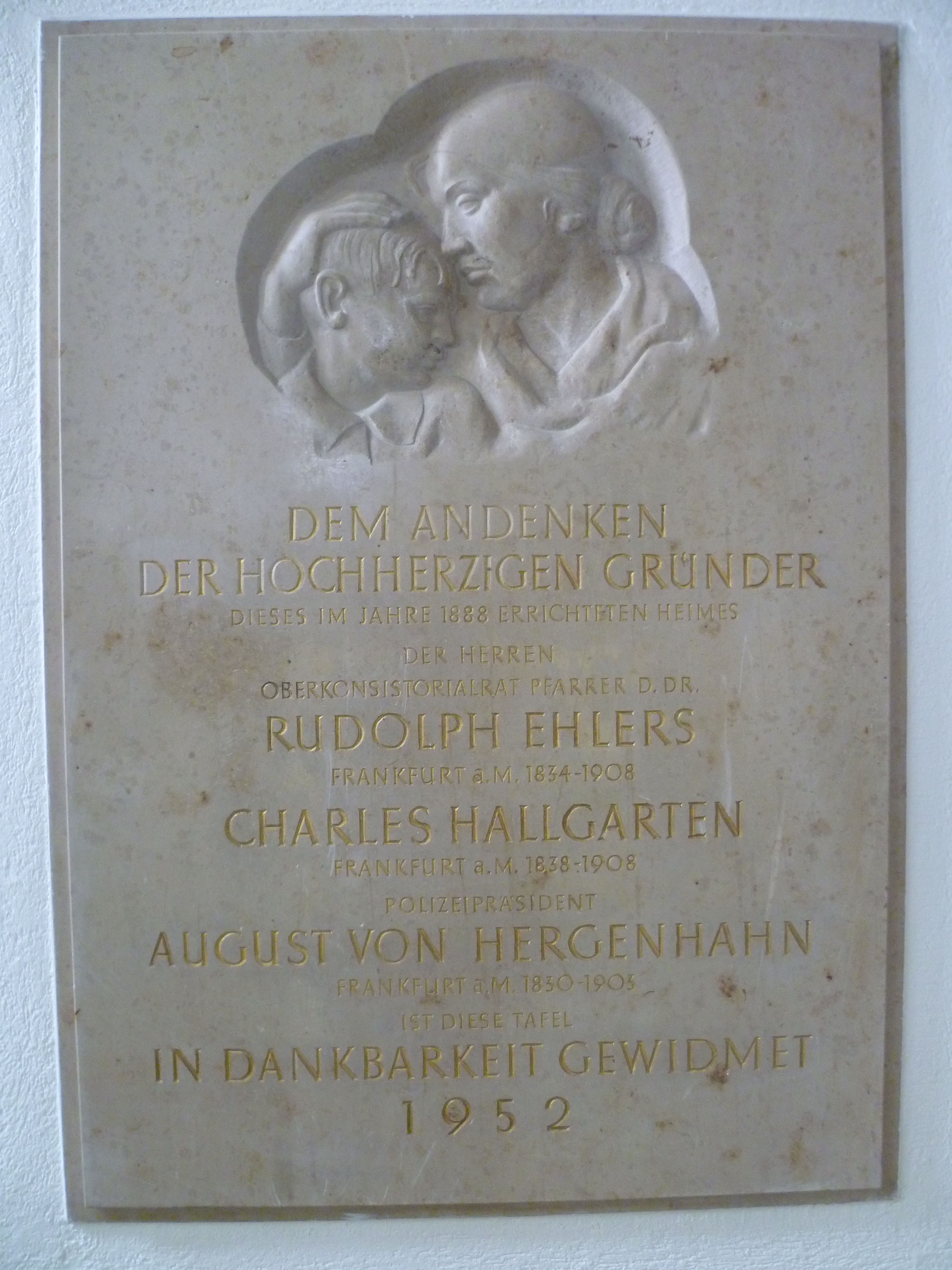
Gründer-Relief von 1952

Die Gründung des Vereins für die Idiotenanstalt Idstein erfolgte am 30. April 1888. Primäres Anliegen war „eine Anstalt zu begründen und zu erhalten in welcher Idioten (Schwachsinnige, Blödsinnige und Epileptische) beiderlei Geschlechts, jeden Alters und religiösen Bekenntnisses verpflegt und soweit wie möglich zur Erwerbsfähigkeit erzogen oder angemessen beschäftigt werden“. Die Vereinsgründer stellten hohe Ansprüche an Erzieher und Leiter der Anstalt: „Sie sollten insbesondere durch Behandlung der Zöglinge zeigen, daß sie den Geist menschlicher, religiöser und sittlicher Bildung in sich aufgenommen haben.“
Am 1. Mai unterschrieb das Ehepaar Hallgarten den Kaufvertrag für den Gutshof Kalmenhof. Am 7. Oktober 1888 folgte die offizielle Eröffnung mit 12 bis 18 Kindern mit dem als Direktor bestellten Lehrer Johann Jacob Schwenk. Das Herrenhaus, das den Kern der Anstalt bildete, war in einem verfallenen Zustand und musste für die neue Nutzung umgebaut werden.
Die freigemeinnützige Vereinsgründung erfolgte nicht von staatlicher oder kirchlicher Stelle. So gestaltete sich der Kalmenhof als überkonfessionelle, reformierte Einrichtung. Bis in die 1930er Jahre waren bis zu 20 Prozent der Bewohner jüdischen Glaubens und erhielten entsprechende Ausbildung und Bewirtung.

### Der Ausbau

Bauarbeiten am Knabenhaus (auch Tannenhaus genannt), 1893

Auf dieser Ansichtskarte von 1906 sind die einzelnen Anlagenteile erkennbar.

Blick über die Direktorenwiese 1910, links Knaben- und Mädchenhaus, rechts Pensionat und Stockheimer Hof

Schon früh zeigte sich, dass die Kapazitäten des Kalmenhofs, der anfangs fast ausschließlich mit Kindern belegt war, nicht ausreichten. Der erste Erweiterungsbau, das auch Birkenhaus genannte Mädchenhaus, geplant und ausgeführt von Konrad Steinbrinck, wurde im Juni 1891 eingeweiht. Dieses Haus war Ende 1892 bereits nahezu voll belegt. Im September 1894 wurde der 1893 begonnene Bau des Knabenhauses, das Tannenhaus, eingeweiht. Der Stockheimer Hof diente fortan im Wesentlichen als Direktorenwohnhaus.
Anfangs wurden die Zöglinge lediglich berufsvorbereitend in verschiedene Handarbeiten eingeführt. 1894 wurde ein ausgebildeter Bürstenmacher für eine berufsspezifische Ausbildung eingestellt und 1889 eine Sonderschule eingerichtet. Zehn Jahre nach der Gründung beherbergte der Kalmenhof 114 Zöglinge. Drei Jahre später folgte die Einweihung des Pensionshauses für Zöglinge aus besser gestellten Familien und im Juni 1905 des Altenheims In der Ritzbach in der Nähe des Idsteiner Bahnhofs. Das Altenheim befand sich rund 800 Meter vom Hauptgelände entfernt und war für Unterbringung nicht bildungsfähiger erwachsener Zöglinge vorgesehen. 1907 folgte der Bau der Turnhalle.
Das Jahr 1908 war schwierig für die Anstalt, da sowohl Ehlers als auch Hallgarten kurz hintereinander starben. Hallgartens Sohn Fritz Hallgarten übernahm den Posten des Schatzmeisters von seinem Vater. Ehlers’ Nachfolger im Vorsitz des Vorstandes wurde Adolf Varrentrapp.
1910 kam Max Kirmsse als Sonderschulpädagoge an den Kalmenhof und arbeitete dort bis 1922. Nach ihm wurde die Max-Kirmsse-Schule in Idstein benannt. 1911 wurde die erste Sanitätskolonne des Roten Kreuzes in Idstein ins Leben gerufen, die im Wesentlichen aus Mitarbeitern des Kalmenhofs bestand.
Das Ende des Ausbaus war vorerst 1913 erreicht, als das Frauenaltenheim und das zentrale Betriebsgebäude eingeweiht wurden. Damals besaß der Kalmenhof bereits sieben Werkstätten, in denen neun Handwerksmeister 41 Zöglinge ausbildeten.
Finanziell stützte sich der Verein in diesen Jahren auf die Einnahmen aus den staatlichen Pflegegeldern und den Eigenerzeugnissen sowie auf Spenden und Zuwendungen.

### Der Erste Weltkrieg
Durch Einberufungen zum Kriegsdienst während des Ersten Weltkriegs verlor der Kalmenhof zehn Mitarbeiter. Verschärft wurde die Personalnot durch die Verhaftung zweier in Südafrika geborener Mitarbeiter, die aufgrund ihrer britischen Staatsbürgerschaft als Staatsfeinde betrachtet wurden. Die Behörden konnten jedoch davon überzeugt werden, sie aufgrund ihrer frühen Übersiedlung nach Deutschland einzubürgern. Als Deutsche wurden sie aber anschließend zum Kriegsdienst einberufen und standen der Anstalt nicht mehr zur Verfügung. Durch die Personalverluste waren Umstrukturierungen nötig, um den Schul- und Lehrbetrieb aufrechtzuerhalten. So wurde verstärkt weibliches Personal eingestellt; Lehrzöglinge waren als Hilfspfleger eingesetzt.
Die Versorgungslage war in den Kriegsjahren problematisch. Während die Einnahmen des Kalmenhofs stagnierten, verdoppelten sich die Ausgaben für die Nahrungsmittelversorgung. Dementsprechend litten Zöglinge unter Mangelernährung.
Ende 1917 wurde berichtet, dass in den Kriegsjahren 52 Heimbewohner eingezogen wurden. Zehn von ihnen wurden mit dem Eisernen Kreuz ausgezeichnet, fünf fielen und zahlreiche andere wurden verwundet.

### Inflation und Wiederaufbau
Aufgrund der gesamtwirtschaftlichen Lage und der Inflation war die finanzielle Situation der Heilerziehungsanstalt äußerst schwierig. Hinzu kam, dass das Knabenhaus im Februar 1922 durch einen Brand stark beschädigt wurde. Der Verein stand kurz vor dem Ruin, da auch die finanzstarken Unterstützer ihren finanziellen Rückhalt verloren hatten. Da der Verein die Anforderungen nicht mehr auf privater Ebene bewältigen konnte, beschloss der Vorstand 1921, sich dem Verband der Krankenanstalten von Frankfurt und Angegenden anzuschließen. Unter Mithilfe der Idsteiner Bevölkerung wurde das Knabenhaus wiederaufgebaut. 1922 starb Direktor Schwenk, ihm folgte Emil Spornhauer.
Mit der gesunkenen Zahl von 250 bis 300 Zöglingen wurde 1923 die Talsohle durchschritten. Mit der Stabilisierung der Währung erholte sich auch die wirtschaftliche Lage des in Heilerziehungsanstalt Calmenhof zu Idstein im Taunus umbenannten Kalmenhofs. In dieser Zeit prägte der Kalmenhof das Leben in Idstein nachhaltig. So notierte der Kommandant des 1926 zehn Monate in Idstein stationierten britischen 1st Battalion der Royal Ulster Rifles: „The chief local industry was, apparently, breeding lunatics and keeping asylums for them.“ (Das lokale Hauptgewerbe war anscheinend, Irre zu erziehen und ihnen eine Unterkunft zu verschaffen.)
1927 wurde unter der ärztlichen Leitung von Fritz Klein der Betrieb in einem neu errichteten Krankenhaus mit 26 Plätzen aufgenommen. Es diente in den ersten Jahren als ärztliche Beobachtungsstation und als Unterkunft für Kurzzeiterkrankte. 1926 wurde ein Gebäudekomplex der benachbarten, in Konkurs befindlichen Lederfabrik gekauft und zu einem Lehrlingsheim umgebaut. Es ist seitdem das Hauptgebäude der Anstalt. Durch diese Maßnahme wurde die Kapazität des Kalmenhofs bis 1929 nochmals um 200 Plätze erhöht. Den notwendigen Umbau ebenso wie 1930 den des benachbarten Wäschereigebäudes plante und betreute der Architekt Ludwig Minner.
Nach mehreren Anläufen gelang es 1930, das nahegelegene Hofgut Gassenbach von der Stadt Frankfurt zu übernehmen. Es stärkte die wirtschaftliche Basis des Kalmenhofs, da es eine umfangreiche landwirtschaftliche Nutzung auf 700 Hektar Ackerland ermöglichte.

### Der Kalmenhof im Nationalsozialismus

#### Übernahme und Nutzung als Lazarett
Bereits am 4. April 1933, also kurz nach der nationalsozialistischen „Machtergreifung“, wurde Direktor Spornhauer nach Augenzeugenberichten gewaltsam durch einen SS-Trupp des Amtes enthoben. Die NSDAP Hessen-Nassau-Süd setzte kommissarisch Ernst Müller ein. Der Verwaltungsrat versuchte, sich der Übernahme durch die Nationalsozialisten zu widersetzen, und legte am 1. August 1933 geschlossen die Ämter nieder. Landesrat Fritz Bernotat als Dezernent für das Anstaltswesen beim Bezirksverband Wiesbaden übernahm den Vorsitz im Verwaltungsrat und Vorstand. Dies bedeutete eine Gleichschaltung und den Verlust der freien Trägerschaft des Kalmenhofs.
Mit diesem Führungswechsel war auch ein ganz anderer Umgang mit den Heimbewohnern verbunden. Während vorher pädagogische Ziele im Vordergrund standen, sollten nur noch massenhaft Menschen „wirtschaftlich effizient“ mit minimalen Kosten untergebracht werden. Mit reduzierten Betriebskosten sollte eine höhere Belegung sichergestellt werden. Bis 1937 sank die Anzahl der Lehrlinge im Heim von 270 im Jahr 1933 auf 37, während im gleichen Zeitraum die Belegung von 630 auf fast 1000 Personen stieg.
Gleichzeitig wurde auch das Prinzip der Überkonfessionalität aufgegeben. Während 1932 noch etwa 150 Zöglinge jüdischen Glaubens von einem jüdischen Lehrer, einem jüdischen Gehilfen und einer jüdischen Köchin mitbetreut wurden, war dieses Engagement 1936 eingestellt. Zugleich hatte sich die Anzahl der Bewohner jüdischen Glaubens auf etwa 60 reduziert.
Mit Beginn des Zweiten Weltkriegs wurde 1939 im Kalmenhof ein Lazarett der Wehrmacht mit 500 Plätzen eingerichtet. Der Kalmenhof wurde verpflichtet, das Lazarett mit Unterkünften, Wäsche und Verpflegung zu versorgen. Um Platz für das Lazarett zu schaffen, wurden viele Zöglinge des Kalmenhofs in andere Anstalten verlegt und dadurch die Belegungszahl auf 350 reduziert.
1940 wurde das Lazarett wieder geschlossen und eine etwa 600 Mann starke Nachrichteneinheit der Wehrmacht im Kalmenhof stationiert, die ebenfalls vom Kalmenhof unterhalten werden musste. 1941 folgte wiederum die Einrichtung eines Lazaretts, das zunächst 300, zum Kriegsende 1300 Betten umfasste. In dieser Zeit nutzte die Wehrmacht alle Gebäude bis auf das externe Altenheim. Alle rund 350 Zöglinge waren mit der Bewirtschaftung der Anlage beschäftigt. Eine pädagogische Arbeit fand so gut wie nicht mehr statt. Aufgrund der unüberschaubaren Verhältnisse trat 1941 der immer noch formell als kommissarischer Leiter des Kalmenhofs eingesetzte Müller von seinem Amt zurück und meldete sich „zur Verwendung im Osten“. Sein Amt übernahm der bis dahin als Bürovorsteher und Buchhalter tätige Wilhelm Großmann.

#### Zwangssterilisationen, Zwischenanstalt, Tötungen

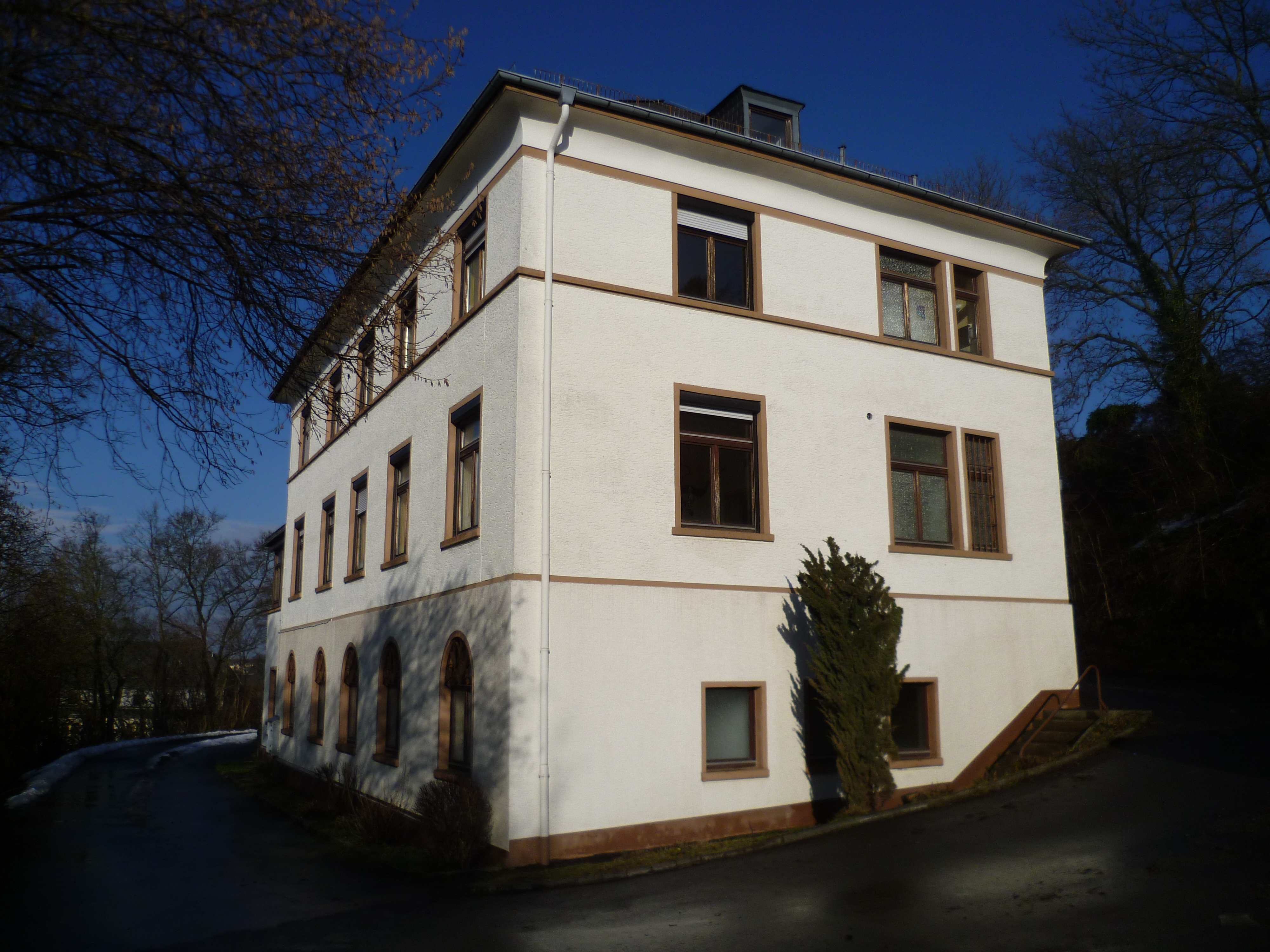
Das etwas abseits liegende ehemalige Krankenhaus

Die Verarbeitung der Krankenmorde in der Zeit des Nationalsozialismus am Kalmenhof ist nach der Vernichtung von Akten zum Ende des Zweiten Weltkriegs schwierig. So ist unbekannt, wie viele Opfer genau die nationalsozialistische „Euthanasie“ (Aktion T-4) am Kalmenhof forderte. Auszugehen ist von einer Zahl zwischen 600 und 1000 Todesopfern. Bekannt ist, dass ab Ende 1939 die ersten Tötungen am Kalmenhof geschahen.
Ab 1934 wurden am Kalmenhof Zwangssterilisationen durchgeführt, mindestens 216 Bewohner wurden dabei geschädigt. Grundlage für diese Zwangssterilisationen war das Gesetz zur Verhütung erbkranken Nachwuchses (GzVeN).
Vom 1. August 1938 bis Dezember 1939 war Hans Bodo Gorgaß leitender Arzt im Kalmenhof. Er wurde selbst von am Vernichtungsprogramm beteiligten Ärzten als „Metzger“ bezeichnet und hatte später den Tod Tausender Menschen in anderen Anstalten zu verantworten. Am 28. Juni 1939 kam Mathilde Weber als Assistenzärztin an den Kalmenhof. Sie übernahm von Gorgaß nach dessen Fortgang die medizinische Leitung, die sie bis zum 10. Mai 1944 innehatte. Sie schied wegen einer Tuberkuloseerkrankung aus. Ihr folgte als Arzt Hermann Wesse bis Kriegsende, wobei er urlaubsbedingt im Dezember 1944 und Januar 1945 nochmals von Weber vertreten wurde. Wesse hatte vorher schon an den Anstalten Bedburg-Hau und Andernach gearbeitet und die Kinderfachabteilungen in Waldniel und Uchtspringe geleitet.

##### Der Kalmenhof als Zwischenanstalt

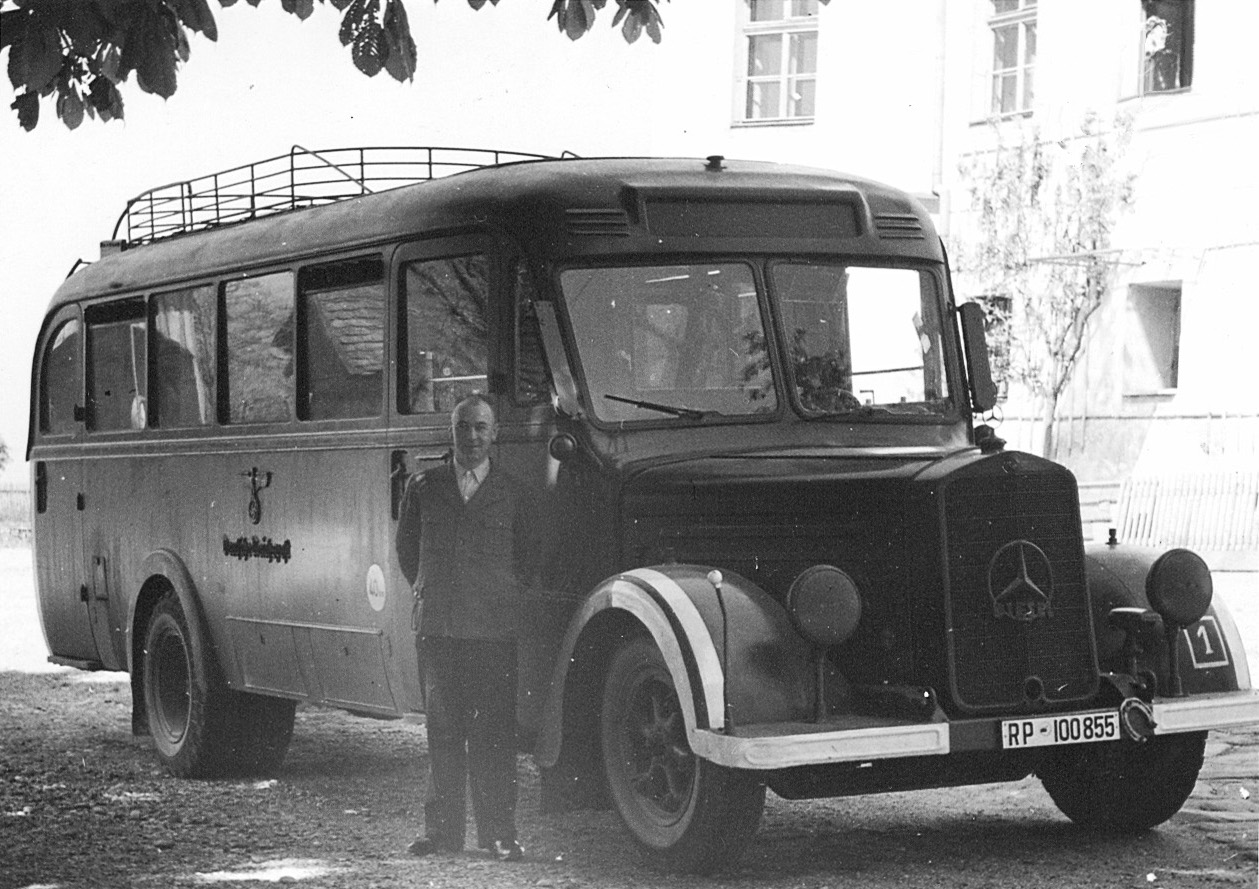
Gekrat-Bus

Ende 1939 wurden im Rahmen der Aktion T-4 verschiedene Heil- und Pflegeanstalten zu Tötungsanstalten umgebaut. Dort wurden „unnütze Esser“ unter anderem durch Vergasen massenhaft ermordet. Der Kalmenhof war Zwischenanstalt der Tötungsanstalt Hadamar wie auch die Anstalten in Andernach, Eichberg, Scheuern und Weilmünster. In Hadamar wurden ab Januar 1941 Tötungen durchgeführt. Funktion der Zwischenanstalten war die „Zwischenlagerung“ der für Hadamar bestimmten Transporte. Das heißt, es sollte sichergestellt werden, dass nur so viele Opfer angeliefert wurden, wie unmittelbar darauf ermordet werden konnten. Die Verlegungen erfolgten täglich mit sogenannten Gekrat-Bussen außer am Wochenende. Die Opfer wurden am Kalmenhof notdürftig auf Strohlagern in der Turnhalle oder später in den Kellerräumen des Altenheims untergebracht. Unter ihnen befanden sich auch politische Gefangene, Kommunisten und Anarchisten, die kurzerhand für geisteskrank und lebensunwert erklärt worden waren.
Von 1940 an wurden auch am Kalmenhof Meldebögen zur Selektion verteilt, mit denen die Zöglinge erfasst wurden und die an den Reichsausschuß zur wissenschaftlichen Erfassung von erb- und anlagebedingten schweren Leiden zurückgeschickt wurden. Dort wurde dann über Leben und Tod entschieden. Auf der Grundlage dieser Meldebögen wurden in fünf Transporten insgesamt 232 Stammzöglinge nach Hadamar verfrachtet und dort kurz nach der Ankunft durch Vergasung ermordet. Der älteste von ihnen wohnte bereits vierzig Jahre im Kalmenhof. Für wie viele Menschen der Kalmenhof lediglich eine Zwischenstation auf dem Weg nach Hadamar war, kann nicht mehr festgestellt werden. Aus den Unterlagen anderer Anstalten sind nur Einzeltransporte nachzuvollziehen, wie zum Beispiel am 9. Juli 1941 mit 136 Personen aus Gütersloh oder auch mehrere Transporte aus dem Kloster Haina. Nach Aussage von Großmann war „es ein Kommen und Gehen von Verlegungen, Zwischentransporten“.
Am 24. August 1941 gab Adolf Hitler die mündliche Weisung, die Aktion T-4 zu beenden und die „Erwachseneneuthanasie“ in den sechs Tötungsanstalten einzustellen. Diese Weisung beruhte auf den öffentlichen Protesten gegen die Aktion. Die „Kinder-Euthanasie“ wurde jedoch fortgesetzt, ebenso die dezentrale Tötung behinderter Erwachsener in einzelnen Heil- und Pflegeanstalten. So verlagerte sich das Morden endgültig an den Kalmenhof. Auffällig war der hohe bürokratische Aufwand durch das Naziregime. Dadurch wurde eine gewisse Verschleierung betrieben und dem Morden ein Anschein von Gesetzlichkeit gegeben.

##### Die Tötungen „lebensunwerten Lebens“ im Kalmenhof

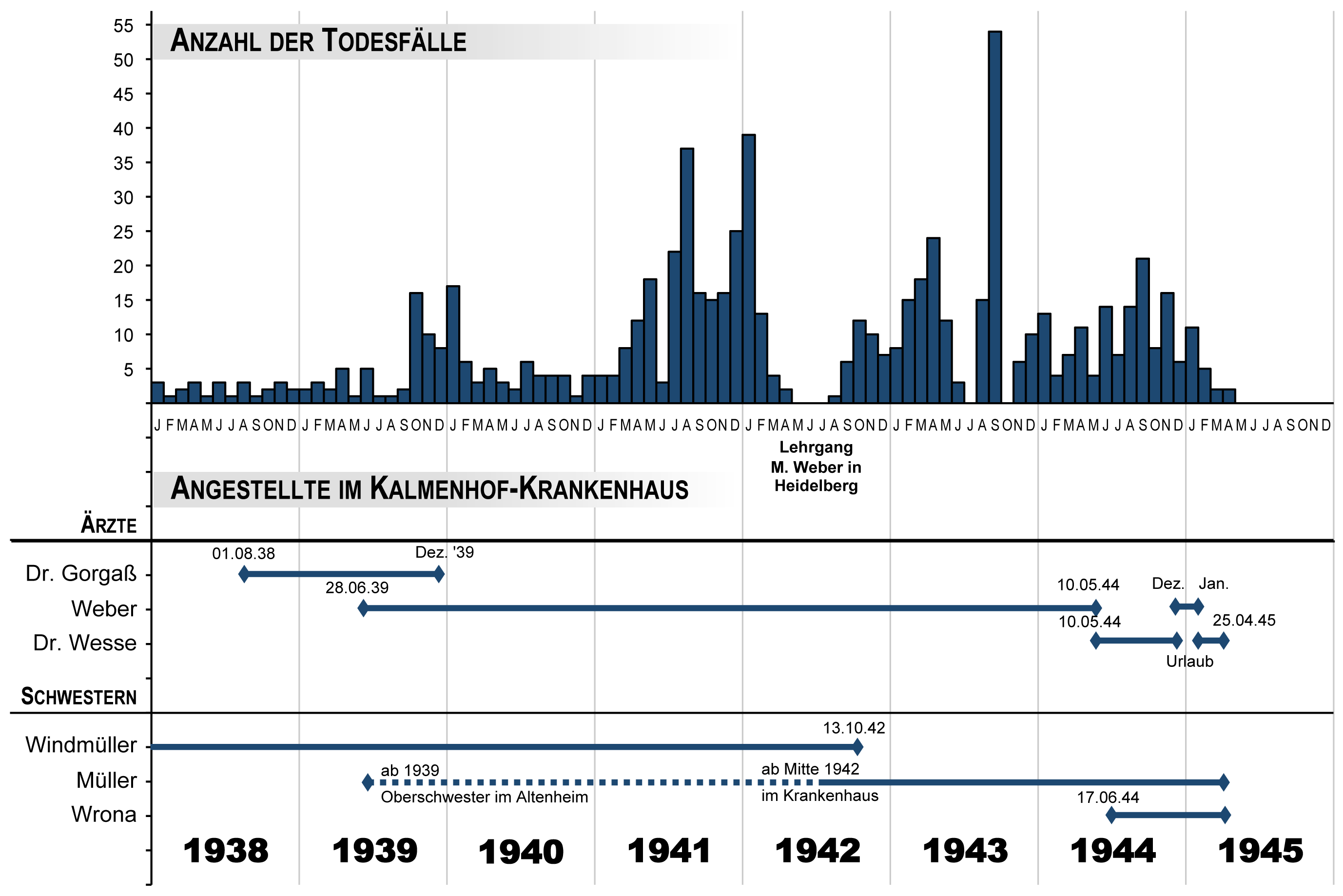
Übersicht zu den dokumentierten Todesfällen im Kalmenhof in der NS-Zeit

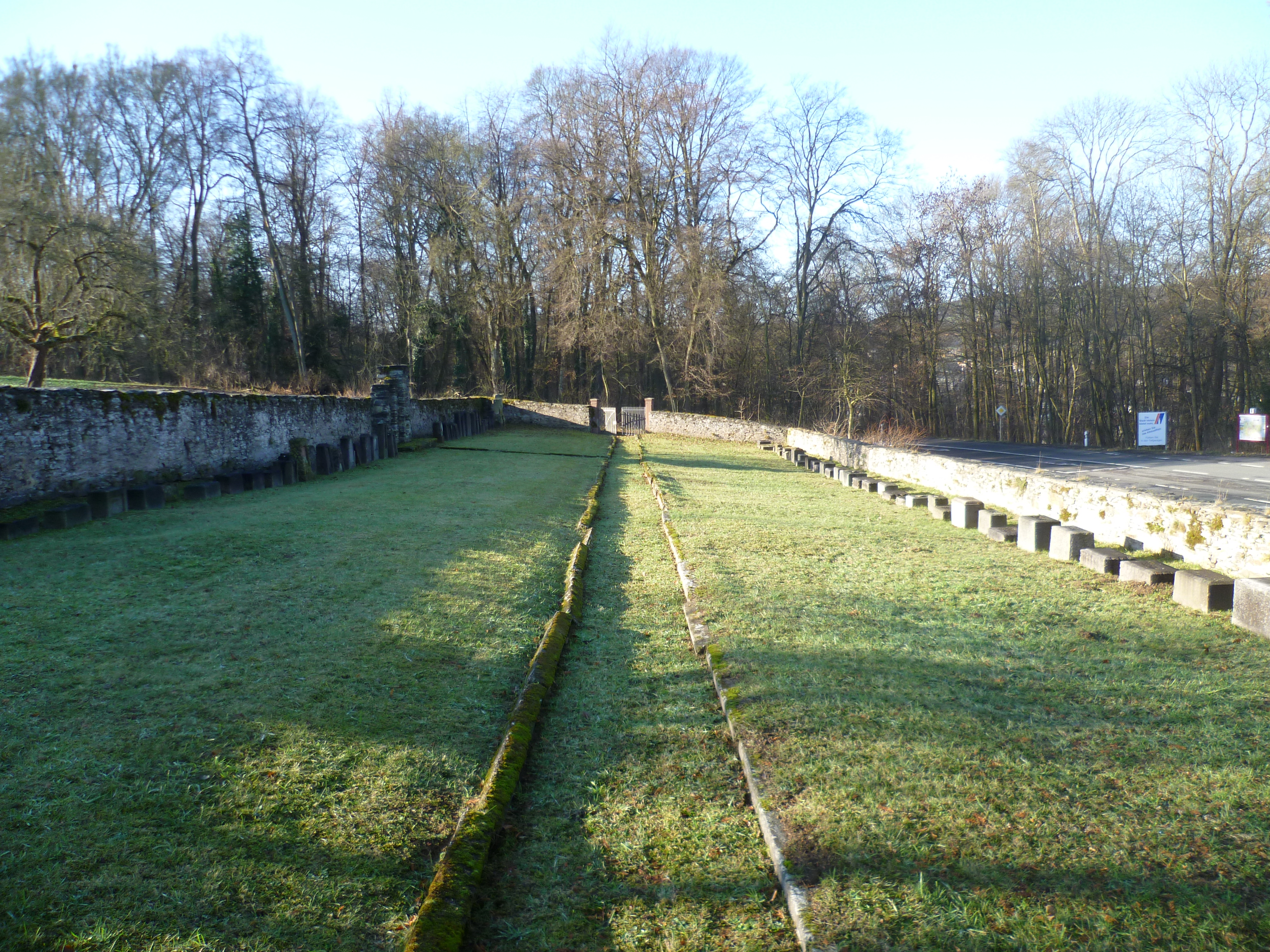
Jüdischer Friedhof in Idstein

Mit der Einstellung der Transporte nach Hadamar wurde im Idsteiner Kalmenhof eine sogenannte Kinderfachabteilung im zweiten und dritten Obergeschoss des Krankenhauses eingerichtet. Getötet wurde meist durch Vergiftung mit Medikamenten oder auch durch gezieltes Verhungernlassen. Opfer waren Kinder und Jugendliche mit geistigen Behinderungen, Epileptiker, Mongoloide, Idioten und Schwachsinnige, aber auch Jugendliche, die aus Sicht der Nationalsozialisten als arbeitsscheu oder asozial galten. Auffällig war, dass die Getöteten sich meist nur wenige Tage im Kalmenhof aufhielten, bevor sie starben. Die sogenannten Stammzöglinge waren deutlich seltener von Tötungen betroffen, da sie für den Betrieb des Kalmenhofs, des Lazaretts und die Bewirtschaftung des Hofguts Gassenbach eingesetzt waren. Formal entschied der Reichsausschuss in Berlin durch Ermächtigungen zum Töten. Er stützte sich dabei auf die Beurteilungen der Ärzte vor Ort insbesondere hinsichtlich der Brauchbarkeit und Bildungsfähigkeit. Den Ärzten war es möglich, Kinder zurückzustellen, für die eine Ermächtigung zur Tötung bereits vorlag. Also lag die letzte Entscheidung über eine Tötung immer bei den Kalmenhof-Ärzten. Sie waren somit entgegen ihren eigenen späteren Darstellungen keine „bloßen Befehlsempfänger“. Das auf dem Kalmenhof eingesetzte Personal erhielt für jeden „Sterbefall“ eine Sonderzahlung, die zunächst bei 5,00 Reichsmark (RM), später bei 2,50 RM lag.
Da der städtische Friedhof nicht für die zahlreichen Sterbefälle am Kalmenhof ausreichte, wurden die Opfer zeitweise auf dem jüdischen Friedhof begraben, der 1942 angekauft worden war. Als auch dieser nicht ausreichte, wurde auf einem der Kernstadt abgewandten Ackergelände in der Nähe des Krankenhauses ein Friedhof eingerichtet. Die Begräbnisse wurden möglichst still und heimlich durchgeführt und waren letztlich ein einfaches Verscharren. Der hierbei verwendete Klappsarg konnte vielmals benutzt werden.
Der von 1932 bis 1947 in Idstein ansässige evangelische Pfarrer Boecker notierte im Kirchenbuch: „… im Kalmenhof regiert jetzt der Tod“.
Bezeichnend ist, dass sowohl während einer mehrwöchigen krankheitsbedingten Abwesenheit als auch während einer sechswöchigen Fortbildungsreise Webers keine Todesfälle eintraten. Sie besuchte bei dieser Fortbildung in Heidelberg den Psychiater Carl Schneider, eine Schlüsselfigur der medizinischen Verbrechen der NS-Zeit.
Bekannt ist auch, dass auf Webers Bitte wegen ihrer Erkrankung zum Ende ihrer Dienstzeit keine Transporte mehr zum Kalmenhof veranlasst wurden. Als Wesse die Stelle wiederum übernahm, bat er ausdrücklich um die Übersendung von „Reichsausschußkindern“, die er ermorden wollte. Bernotat verwies darauf, er solle sich „mit dem begnügen, was da ist“. Dies waren keine Kinder mehr mit geistigen oder körperlichen Behinderungen, sondern unbequeme, aufsässige und verhaltensauffällige Kinder, deren Tötung dann durch Wesse veranlasst wurde.
Fritz Geisthardt schrieb, dass am Kalmenhof ohne „bürokratischen Aufwand“ und in „wilder Euthanasie“ getötet wurde. Tatsächlich traf dies aber nur auf eine Minderheit von Fällen zu, vornehmlich zu Beginn und gegen Ende des Kriegs. Betroffen waren unter anderem Kinder, die mehrmals Fluchtversuche unternommen hatten, die Opfer von Menschenversuchen mit Elektroschocks, Hormonpräparaten usw. durch Hermann Wesse, aber auch Mitwisser, also Zöglinge, die als Gehilfen in den Betrieb der Kinderfachabteilung eingebunden waren. So erlebte der am Kalmenhof als Totengräber eingesetzte Ludwig Heinrich Lohne das Ende des Kriegs nur dadurch, dass er Wesse niederschlug, floh und sich bis zum Einmarsch der US-Armee mehrere Tage in Idstein versteckte.

##### Widerstand
Es gab auch Widerstand gegen die Verbrechen. Die im Altenheim beschäftigte Erzieherin Loni Franz (1905–1987) tat sich dabei besonders hervor. Sie versuchte die Kinder vom Krankenhaus fernzuhalten. In vielen Fällen gelang dies nicht, aber indem sie die Kinder entweder zu ihren Eltern zurückschickte oder sie bei Bekannten und Freunden in Idstein versteckte, konnte sie einigen das Leben retten. Ebenso war sie bemüht, die Kinder vom Kalmenhof in Anstalten ohne Kinderfachabteilung wie das Philippshospital Riedstadt oder die Heilerziehungs- und Pflegeheime in Scheuern zu verlegen und damit zu schützen oder zumindest das Leid durch den Mangel an Nahrung, Kleidung und Wärme zu lindern.
Ihr zu Ehren wurde 2009 ein Neubau Loni-Franz-Haus getauft, auch eine Straße in Idstein trägt ihren Namen.

##### Der Kalmenhof-Prozess

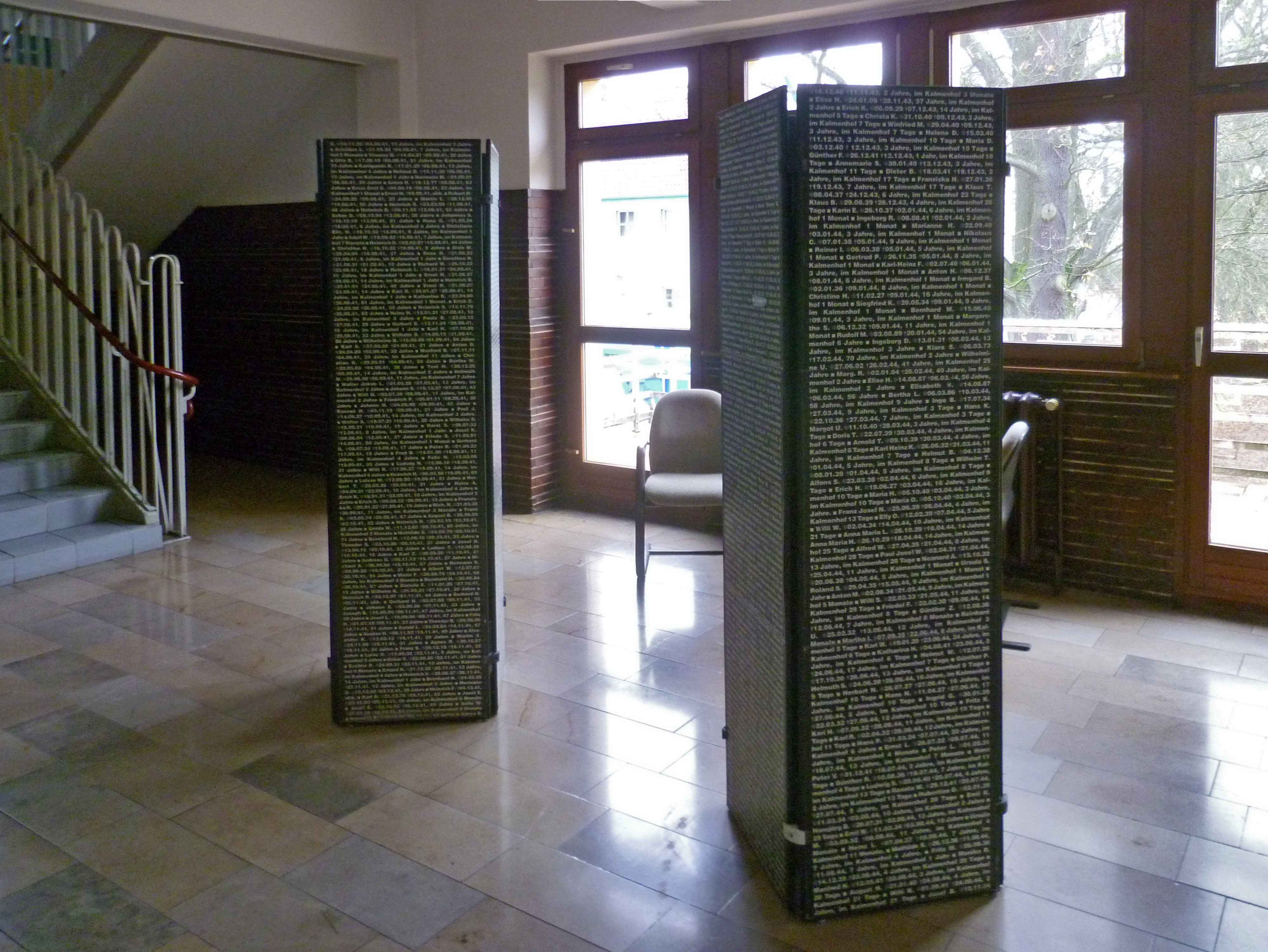
Die Namen der Ermordeten finden sich auf diesen beiden Säulen, soweit sie anhand der Aktenlage nachvollziehbar sind.

Nach dem Krieg begann die juristische Aufarbeitung der Geschehnisse während des Nationalsozialismus. Zunächst wurden 1945 der stellvertretende Direktor Wilhelm Großmann, der Anstaltsarzt Hermann Wesse, die Krankenschwestern Änne Wrona und Maria Müller durch die US-amerikanische Besatzungsmacht unter dem Verdacht des vorsätzlichen Mordes verhaftet und vernommen. Der Fall Kalmenhof wurde im März 1946 an die deutsche Gerichtsbarkeit übergeben. Im September 1946 erließ das Amtsgericht Idstein Haftbefehl gegen die genannten Personen und die frühere Anstaltsärztin Mathilde Weber.
Nach den Verhandlungen am Landgericht Frankfurt am Main und den Revisionen vor dem Oberlandesgericht Frankfurt am Main ergingen folgende Urteile:
- Wilhelm Großmann: vier Jahre und sechs Monate Haft; Er musste die Strafe allerdings wegen des Gnadenerlasses durch den hessischen Justizminister nicht antreten. Der Idsteiner Magistrat hatte das Gnadengesuch unterstützt.
- Hermann Wesse: Das zunächst ausgesprochene Todesurteil wurde, nachdem die Revision vom Frankfurter Oberlandesgericht abgelehnt worden war, 1949 durch das Landgericht Düsseldorf in lebenslange Haft umgewandelt. Hintergrund war die Abschaffung der Todesstrafe in Deutschland und damit auch die Unterbindung ihrer Vollstreckung. Die Verurteilung Wesses wurde maßgeblich möglich durch die exakte, durch Zeugenaussagen gestützte Rekonstruktion der Todesumstände der „geistig und körperlich vollkommen gesunden“ Ruth Pappenheimer (die einen jüdischen Vater hatte), des 15-jährigen Karl-Heinz Zey aus Langendernbach, des 14-jährigen Georg Rettig und der 23-jährigen Margarethe Schmidt.[48] 1968 wurde die Strafe endgültig erlassen. Wesse ist der einzige an den Verbrechen beteiligte Arzt, der eine langjährige Haftstrafe verbüßte.
- Mathilde Weber: drei Jahre und sechs Monate Zuchthaus; Zunächst war ein Todesurteil gefällt worden. Aufgrund einer Unterschriftenaktion und der Unterstützung von Gnadengesuchen durch den Idsteiner Magistrat wurde das Strafmaß reduziert. Nachdem sie zwei Drittel der Strafe verbüßt hatte, wurde im Rahmen eines Gnadenerlasses die Reststrafe erlassen. Noch bis 1994 wohnte sie in unmittelbarer Nähe des Kalmenhofs in Idstein.[6]
- Krankenschwester Änne Wrona (Oberschwester 1944–1945): Freispruch
- Krankenschwester Maria Müller: Sie entzog sich durch Flucht einer Strafe und wurde nie gefunden. Beim Verhör durch Offiziere der US-amerikanischen Militärverwaltung hatte sie Morde gestanden.
- Fritz Bernotat, der Vorsitzende des Kalmenhof-Vereins, starb 1951. Bis dahin lebte er unter falschem Namen bei Fulda und blieb unerkannt.[49]
- Hauptlehrer Link, Erzieher am Kalmenhof, vergiftete nach dem Einmarsch der US-Armee seine Frau und beging Selbstmord.[49]

### Lazarett und Flüchtlingslager
Mit dem Einmarsch der US-Armee am 28. März 1945 in Idstein leitete die Besatzungsmacht den Kalmenhof. Das Lazarett diente weiter der Versorgung verwundeter Soldaten und wurde im Lauf des Jahres 1946 geschlossen. Im Kalmenhof waren Evakuierte aus den luftkriegsgeschädigten Städten wie Darmstadt und Frankfurt untergebracht und ab Dezember 1945 Heimatvertriebene und Flüchtlinge aus den Ostgebieten einquartiert. Die Raumsituation war in dieser Zeit sehr eingeschränkt. Schwierig war die Versorgung mit Lebensmitteln und Brennstoff. Besonders im Hungerwinter 1946/47 verbrannten die Bewohner Möbel und Inneneinrichtung, um dem Erfrieren zu entgehen. Emil Spornhauer übernahm ab 1945 wieder die Leitung des Kalmenhofs, die zwischenzeitlich auch Max Kirmsse kurzzeitig kommissarisch innehatte. Für das Jahr 1946 sind bei einer Belegung von ca. 800 Personen ca. 1100 Aufnahmen und Entlassungen dokumentiert.

### Nachkriegszeit bis 1970

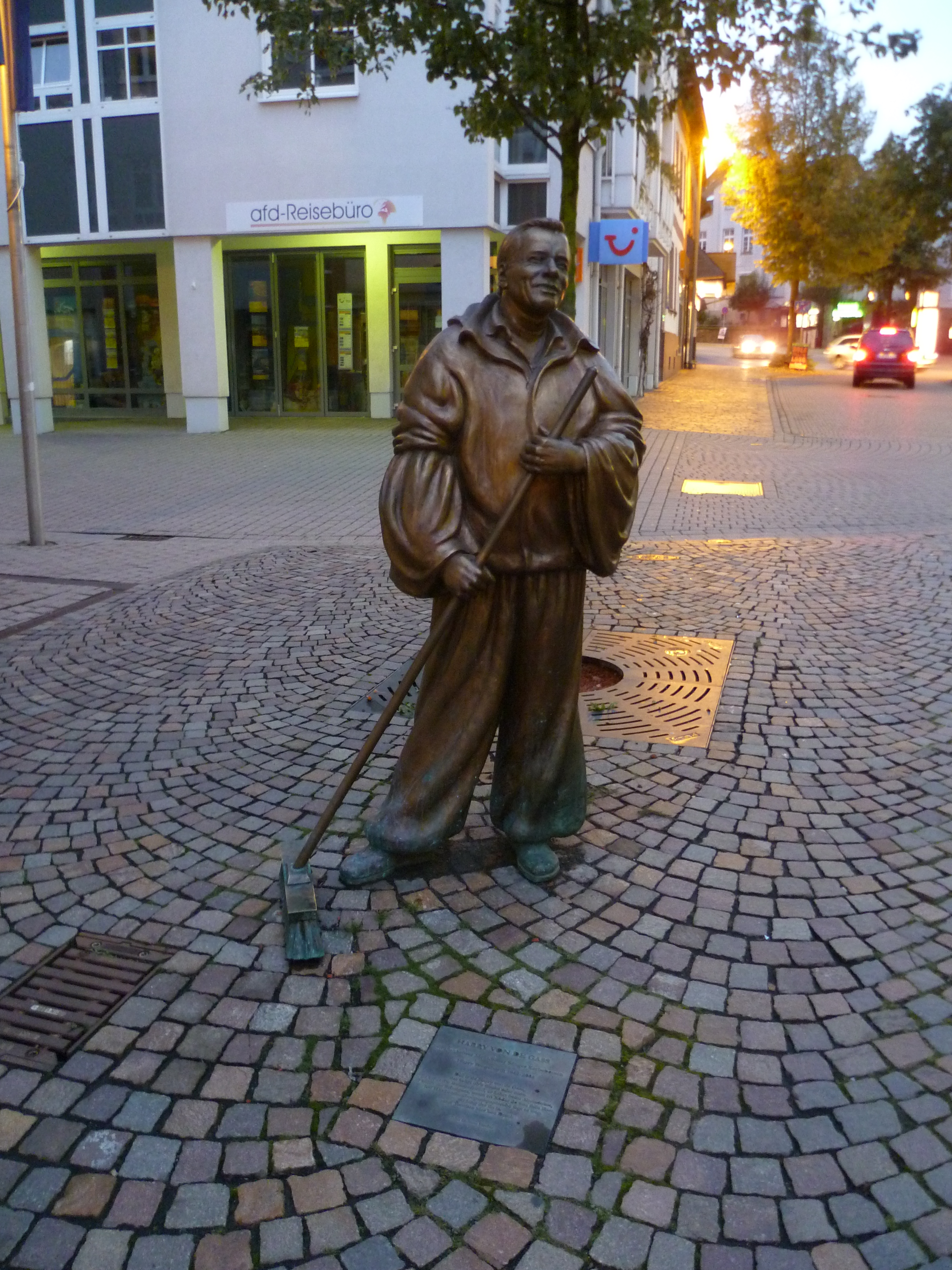
Denkmal für Harry von de Gass in der Idsteiner Fußgängerzone

1945 wurde der jüdische Friedhof an die jüdische Vermögensverwaltung zurückgegeben. 1948 löste sich der Verein für die Heilerziehungsanstalt auf und der Bezirkskommunalverband Wiesbaden übernahm die Anstalt. 1949 trat Ernst Ilge die Nachfolge von Spornhauer als Direktor an. Bis 1953 stieg die Belegung des Kalmenhofs auf über 1000 Zöglinge an. Unter ihnen war auch Harry von de Gass (1942–2005), der von 1951 an im Kalmenhof wohnte und sich bis zu seinem Tod zu einem Idsteiner Original entwickelte.
1953 wurde der Landeswohlfahrtsverband Hessen (LWV) gegründet und Träger des Kalmenhofs. 1954 erhielt die Heimsonderschule einen Neubau als Beginn der Herauslösung der Schule aus dem Kalmenhof-Verbund. Diese endete 1971 mit der Einrichtung der Max-Kirmsse-Schule. Der Kalmenhof erreichte 1954 mit 1100 Personen seinen Belegungshöchststand. Von 1957 bis 1971 entstanden verschiedene Aus- und Neubauten, um der wachsenden Personenzahl und auch der Differenzierung der Lerngruppen nach der Art der Behinderung zu entsprechen. 1966 wurde das Landhaus am Hofgut Gassenbach errichtet.

#### Misshandlung
In den 1950er und 1960er Jahren kam es zu schweren Misshandlungsfällen unter dem Direktor Ernst Ilge, der einen diktatorischen Führungsstil pflegte, und unter dem seit März 1963 tätigen Alfred Göschl. Bekannt wurden neben Vorteilsnahme und sexuellem Missbrauch auch drakonische Strafen, die unter anderem Taschengeld- oder Essensentzug, Schläge, Stockschläge, Fesseln, Wegsperren und Schlimmeres umfassten. Diese Übergriffe stehen teilweise im Zusammenhang mit Erziehungsmethoden, die auch Gewalt und Einschüchterung beinhalten.

„Volker schlief schon, als einmal mitten in der Nacht im Schlafraum das Licht angeknipst wurde. Ein Erzieher, vor dem viele Kinder große Angst hatten, kam herein, trat vor das erstbeste Bett. „Aufstehen!“ Der Junge, er hieß Heinz, hatte sich noch nicht erhoben, da traf ihn schon ein Schlag ins Gesicht. Geht das nicht schneller? Heinz hatte beide Hände wie einen Schild über seinen Kopf erhoben und schwieg. „Sonst noch jemand einen Gute-Nacht-Kuss?““

Ein Ende fanden diese Vorgänge erst, als am 15. November 1969 im Jugendfunk des Hessischen Rundfunks ein durch die Journalistin Ulrike Holler verfasster Beitrag über die Zustände am Kalmenhof gesendet wurde. Am 17. November folgte ein Artikel im Nachrichtenmagazin Der Spiegel. Die Berichterstattung fiel in die Zeit der sogenannten Heimkampagne, einer Initiative der APO, die sich generell mit den als untragbar empfundenen Zuständen an bundesdeutschen Kinder- und Jugendheimen auseinandersetzte. Es folgten Anzeigen und auch eine Auseinandersetzung des hessischen Landtags mit den Vorwürfen. Am 7. Juli des Folgejahrs wurde Göschl letztlich abberufen und in die Zentrale des LWV nach Kassel versetzt. Ermittlungen der Staatsanwaltschaft Wiesbaden gegen ihn wurden zwar nach Anzeige wegen Korruption und Ausnutzung von Abhängigen durch die Heilpädagogische Aktionsgemeinschaft – Aktionsgruppe Fürsorgeheime, eine Gruppierung der APO, eingeleitet, aber ohne Anklage eingestellt. Er arbeitete bis zu seiner vorzeitigen Pensionierung als Verwaltungsdirektor beim LWV in Kassel. Angezeigt wurden auch Gutsverwalter Hofbauer wegen Ausnutzung von Untergebenen und die Abteilung Erziehungshilfe des LWV wegen Duldung, Begünstigung und Verletzung der Aufsichtspflicht. Auch hier erfolgten keine Anklagen.
Maßgeblichen Anteil an der Aufklärung dieser Vorgänge hatte die seit Anfang 1966 im Kalmenhof tätige Psychologin Gertrud Zovkic. Sie setzte sich auch von Anfang an für eine professionelle Ausbildung der Erzieherinnen und Erzieher ein. Sie strebte die Auflösung der heiminternen Ausbildung, die nur Anerkennung innerhalb des LWH fand, an und favorisierte die staatlich anerkannte Ausbildung an einer Fachschule für Heimerziehung. Die Psychologin ging so weit, dass sie einzelnen Persönlichkeiten unterbreitete, den Kalmenhof zu verlassen, d. h., die heiminterne Ausbildung abzubrechen und eine staatlich anerkannte Ausbildung zu absolvieren. Diese Ansicht wurde jedoch nicht von den Verantwortlichen in der Administration für gut befunden. Schließlich wurde die „Nestbeschmutzerin“ vom LWH in das LWH-Heim Steinmühle bei Ober-Erlenbach, das 1974 aufgelöst wurde, zwangsversetzt. Dagegen wehrte sich Zovkic arbeitsrechtlich. Nach weiteren Auseinandersetzungen wurde ihr gekündigt. Der Vergleichsvorschlag, sie „wie ihren Widersacher Alfred Göschl nach Kassel in die Hauptverwaltung zu befördern, wurde vom LWV empört abgelehnt“. Vor einem Wiesbadener Schöffengericht mussten sich fünf Erzieher für die Vorgänge verantworten. Sie erhielten Geldstrafen von bis zu 100 DM.
Zum Amtsantritt des Koordinators Karl Reitinger 1972 stellte dieser fest, dass von neunzig tätigen Erziehern lediglich vier eine pädagogische Ausbildung besaßen. Bekannt ist auch, dass gerade unter Ilge viele der angestellten Erzieher eine Soldaten- oder Nazivergangenheit hatten und ihm persönlich verbunden waren. Ilges Personalpolitik wurde sogar von Vertretern des LWV noch während seiner Amtszeit kritisiert.

### Reformen und Neustrukturierung
1970 leitete der LWV nach der Aufdeckung des Missbrauchsskandals Reformen im Kalmenhof ein. Kommissarischer Leiter wurde der Psychiater Berthold Schirg. Der LWV erarbeitete in Zusammenarbeit mit leitenden Mitarbeitern des Kalmenhofs ein Konzept, das die Dezentralisierung der Einrichtungen des Kalmenhofs in mehrere kleine, pädagogisch selbständige Heime vorsah. Dementsprechend fungierte der neue Leiter nicht mehr als Direktor, sondern als Koordinator, mit dem Ziel, seine Befugnisse schrittweise an die einzelnen Heime abzugeben. Der LWV beschloss eine Verbesserung des Erzieherschlüssels und eine Senkung der Gruppenstärke. Fortan wurden nur noch staatlich anerkannte pädagogische Fachkräfte angestellt. Die Belegung reduzierte sich auf 330 Personen.
Mit dem Reformprozess gingen bauliche Veränderungen einher. 1971 wurden das Knaben- und das Mädchenhaus abgerissen, da diese Gebäude den Ansprüchen nicht mehr genügten. Zwei außerhalb des Hauptgeländes neu errichtete Gebäude In der Ritzbach, die eigentlich als Wohngebäude für Personal vorgesehen waren, wurden provisorisch für die Unterbringung von Heimkindern genutzt. Bis 1992 wurden die Gebäude so benutzt, bis drei Neubauten bezogen werden konnten. Diese Gebäude waren auf dem Gelände des ehemaligen Altenheims entstanden, das nach dem Krieg abgebrannt war. Das gemeinsam mit der Max-Kirmsse-Schule genutzte Sportzentrum mit Turnhalle und Freibad wurde Anfang 1972 in Betrieb genommen.
1972 übernahm Karl Reitinger das Amt des Koordinators. Eine seiner Hauptaufgaben war, die Reform umzusetzen. Dieses Vorhaben fand 1978 seinen Abschluss, die vier Heime Kinderheim in der Ritzbach, Buchenhaus, Rosenhaus, Landhaus am Hofgut Gassenbach waren selbständig, verbunden mit den zentralen Dienstleistungsbetrieben Verwaltung, Küche und Wäscherei. Der Heimverbund erhielt den Namen Sozialpädagogisches Zentrum Kalmenhof.

### Aufarbeitung der Vergangenheit

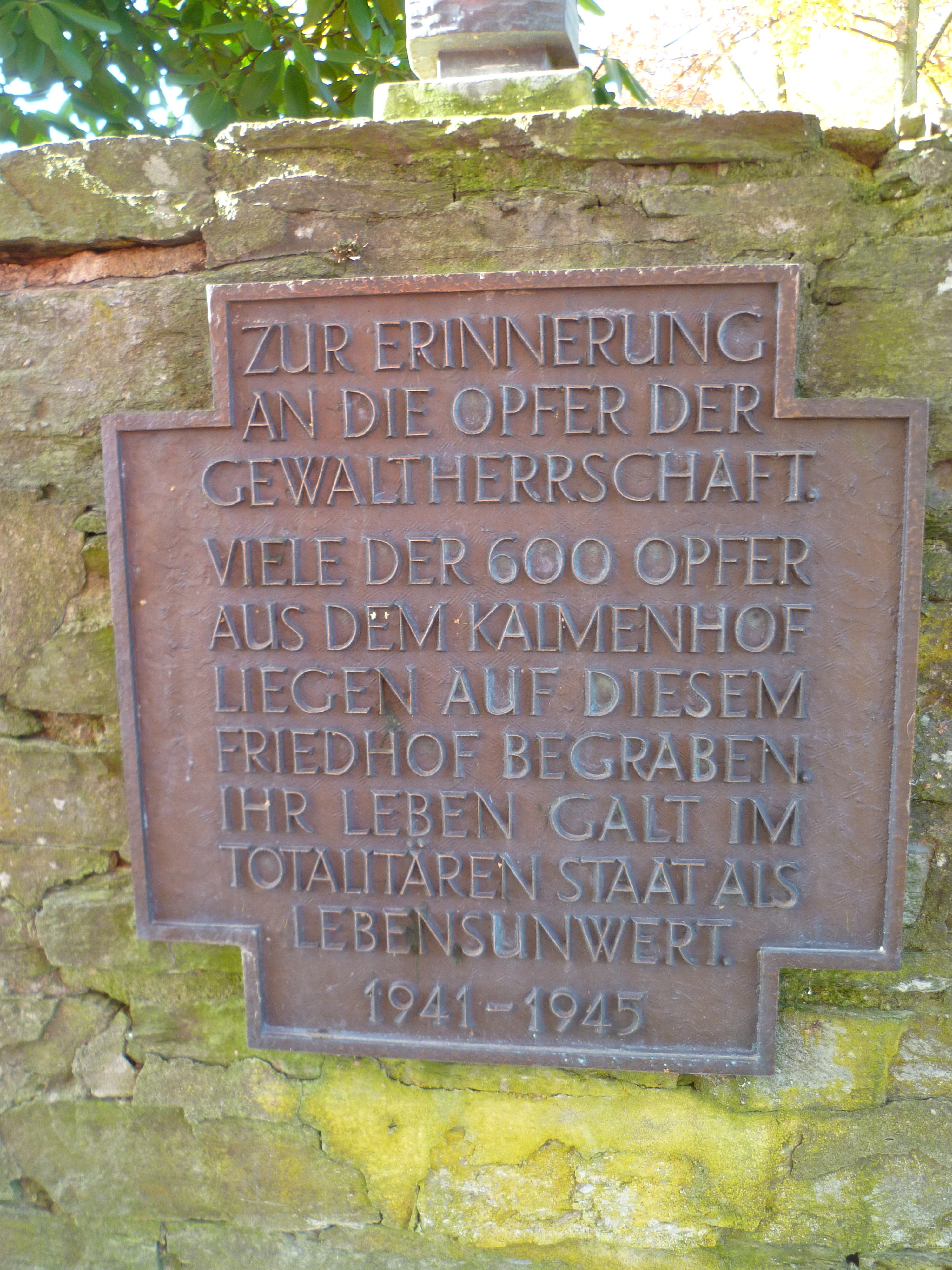
Gedenktafel am Idsteiner Friedhof an der Umfassung der Kriegsgräberstätte

Bis 1961 gab es ein Gedenken in Form einer jährlich stattfindenden Privatprozession einer Anstaltspflegerin mit ein paar Kindern, die zum immer stärker überwucherten ehemaligen Anstaltsfriedhof hinter dem Krankenhaus führte, wo die Mehrzahl der getöteten Kinder nach ihrer Ermordung verscharrt wurde. Weitere Gräber werden nach Georadar-Untersuchungen aus dem Jahr 2019 auf dem gesamten Anstaltsgelände und angrenzendem privatem Grund vermutet.
Eine öffentliche Auseinandersetzung mit den Geschehnissen in der Zeit des Nationalsozialismus fand erst spät statt. Auf dem Gräberfeld war ein Schulgarten angelegt worden. Noch 1978 zur Feier des 90-jährigen Bestehens gab Koordinator Reitinger aus Unwissenheit die falsche Auskunft, dass der Kalmenhof zwar als Zwischenanstalt gedient hatte, es aber am Kalmenhof Euthanasiemorde nicht gegeben habe. Im April 1981 besuchten Idsteiner Jugendliche im Rahmen einer vom evangelischen Pfarramt Heftrich organisierten Studienfahrt in Polen Jurek Skrzypek, einen Überlebenden des Holocausts. Dieser machte auf die Geschehnisse im Kalmenhof aufmerksam. Pfarrer Siebert wandte sich daraufhin an die Leitung des Kalmenhofs, Vertreter der Kirchengemeinden und den Bürgermeister der Stadt Idstein. Der Landeswohlfahrtsverband Hessen bildete eine Kommission zur Aufdeckung und Dokumentation der Verbrechen.
Einer breiteren Öffentlichkeit wurden die Vorgänge am Kalmenhof durch einen Bericht in der Idsteiner Zeitung und eine Veröffentlichung in der Frankfurter Rundschau bekannt. Danach engagierten sich auch Idsteiner Bürger in dieser Angelegenheit. Es folgten Ausstellungen, Informationsveranstaltungen und Gedenkgottesdienste. 1983 veröffentlichte Dorothea Sick eine erste Forschungsarbeit zum Thema. Reitinger hatte Sick in diesem Rahmen als Informant gedient. Am Volkstrauertag 1984 wurde beim Massengrab am Veitenmühlberg ein Mahnkreuz aufgestellt. Am 24. Mai 1987 wurde die Gedenkstätte am Veitenmühlberg eingeweiht und im gleichen Jahr am Gefallenenfriedhof auf dem Idsteiner Friedhof eine Mahntafel angebracht. Seit 1997 informiert die Dauerausstellung Der Kalmenhof damals und heute im Hauptgebäude des Kalmenhofs über die Verbrechen der Nazizeit.
Am 9. Juni 2006 fand im Rahmen einer Fachtagung erstmals eine öffentlich wahrnehmbare Auseinandersetzung mit den Missbrauchsvorfällen der 1950er und 1960er Jahre statt. Der Dokumentarfilm Die Unwertigen von Renate Günther-Greene, der sich neben den Geschehnissen während des Nationalsozialismus auch mit dieser Thematik auseinandersetzt, wurde teilweise im Kalmenhof gedreht und im Juni 2010 auch im Kalmenhof aufgeführt.
Der Magistrat der Stadt Idstein beschloss, ein Denkmal für die Opfer von Gewalt und Vertreibung entwerfen zu lassen. Die erste Sitzung des Arbeitskreises fand am 3. April 2008 statt. Auch Schüler der Pestalozzischule Idstein schufen Entwürfe für dieses Denkmal.
Am 4. März 2013 strahlte das ZDF den Spielfilm Und alle haben geschwiegen, der auf Erlebnissen der Heimbewohner in den 1960er Jahren basiert, als Fernsehfilm der Woche aus. Nach dem Spielfilm lief ein gleichnamiger Dokumentarfilm des ZDF, in dem ehemalige Heimkinder Missbrauch und Misshandlungen auch am Kalmenhof schilderten.
Der erste in der neuen Frankfurter Altstadt verlegte Stolperstein erinnert an Jakob Hess, eines der Opfer der Euthanasiemorde am Kalmenhof.

### Neuausrichtungen für die Zukunft

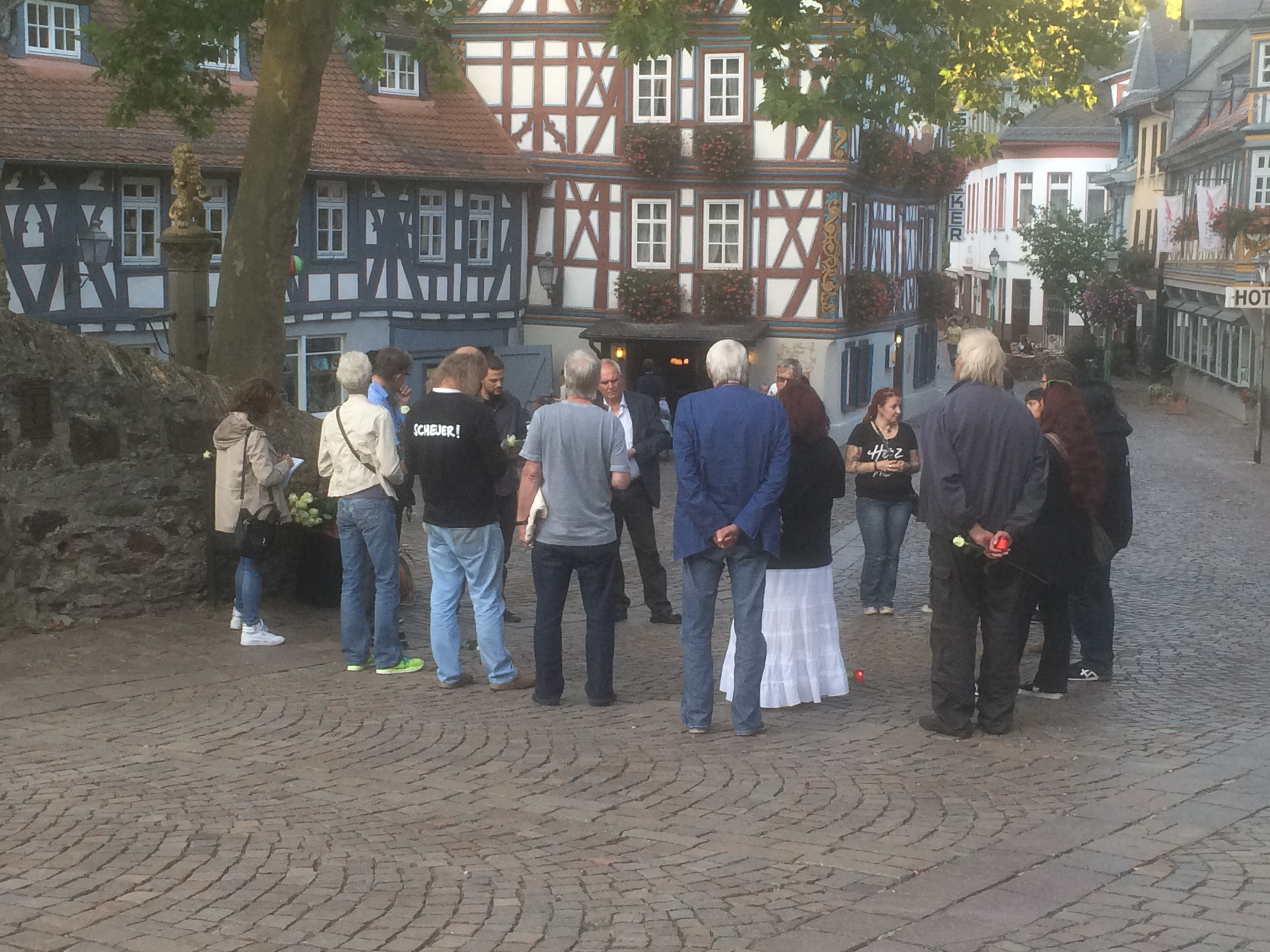
Mahnwache der Partei Die Linke am König-Adolf-Platz in Idstein anlässlich des Erhalts des Krankenhauses des Kalmenhofs am 29. September 2016

Von 1996 an wurden Überlegungen des LWV bekannt, Teile des Kalmenhofgeländes zu veräußern und einem Investor zur Bebauung zu überlassen. Die Stadt Idstein reagierte mit der Erstellung eines Bebauungsplans für das Kalmenhofgelände, um sich damit ein Mitspracherecht bei der künftigen Gestaltung zu sichern. Kernpunkt der Diskussion war eine mögliche Bebauung der Direktorenwiese nördlich des Hauptgebäudes, die die Stadt Idstein als Grünfläche erhalten wollte. Gegen diesen Bebauungsplan reichte der LWV Klage beim Hessischen Verwaltungsgerichtshof ein, die im Jahr 2011 in der Verhandlung war.
Am 13. Juli 2004 wurde das Rudolph-Ehlers-Haus als Nachfolgebau des Alten Hauses (Stockheimer Hof) eingeweiht; es entstand unter der Leitung des örtlichen Planungsbüros Guckes. 2006 wurde der Stockheimer Hof an das Planungsbüro Guckes abgegeben. Damit verlor der Kalmenhof sein Gründungsgebäude.
Am 8. Juni 2008 wurde das Loni-Franz-Haus als Ergänzungsbau des Rosenhauses eingeweiht. Es wurde ebenfalls unter der Leitung des Planungsbüros Guckes gebaut. Zu einem schweren Brand in der Gärtnerei kam es am 10. September 2011. Vermutlich infolge von Brandstiftung stand ein Teil des Lagers und der Halle in Brand. Es entstand ein Sachschaden von etwa 50.000 €.
Im September 2011 wurde die Universität Kassel mit einem Forschungsprojekt beauftragt, das die physischen und psychischen Demütigungen an den Heimen des LWV in den 1950er und 1960er Jahren aufklären sollte und unter Leitung von Mechthild Bereswill (Soziologie) und Theresia Höynck (Rechtswissenschaften) stand.
Anfang Mai 2012 wurden die Einrichtungen des Vitos pädagogisch-medizinischen Zentrums Wabern mit Ausnahme der dortigen Ausbildungsbetriebe aus Vitos Kurhessen herausgelöst und Vitos Kalmenhof zugeordnet. Die im nordhessischen Wabern angesiedelte Jugendhilfe bleibt als Außenstelle des Kalmenhofs erhalten. Diese Maßnahme dient nach Angabe des Konzerngeschäftsführers Reinhard Belling der Schärfung des Profils als Jugendhilfeeinrichtung.
Im Juli 2016 wurde bekannt, dass Vitos erwägt, das ehemalige Krankenhaus sowie umliegendes Gelände zu verkaufen. Das im Besitz von Vitos Rheingau stehende Krankenhaus steht nicht unter Denkmalschutz. Nicht von den Verkaufserwägungen betroffen seien das Euthanasie-Mahnmal sowie das Gräberfeld. Die Verkaufsabsicht führte zu Empörung in der Öffentlichkeit und einem einstimmig verabschiedeten Dringlichkeitsantrag aller Fraktionen im Stadtparlament Idstein, die Gedenkstätte dauerhaft und öffentlich zugänglich zu erhalten. „Auf Grund und Boden, in dem Opfer beerdigt, beigesetzt oder schlicht verscharrt wurden, darf jetzt und in Zukunft keine Bebauung stattfinden“, heißt es in dem Beschluss.

## Einzelne Teilbereiche des Geländes
Einige Gebäude des Kalmenhofs sind aufgrund ihres Alters, ihrer Architektur oder ihrer Geschichte besonders erwähnenswert.

### Haupt- und Werkstattgebäude

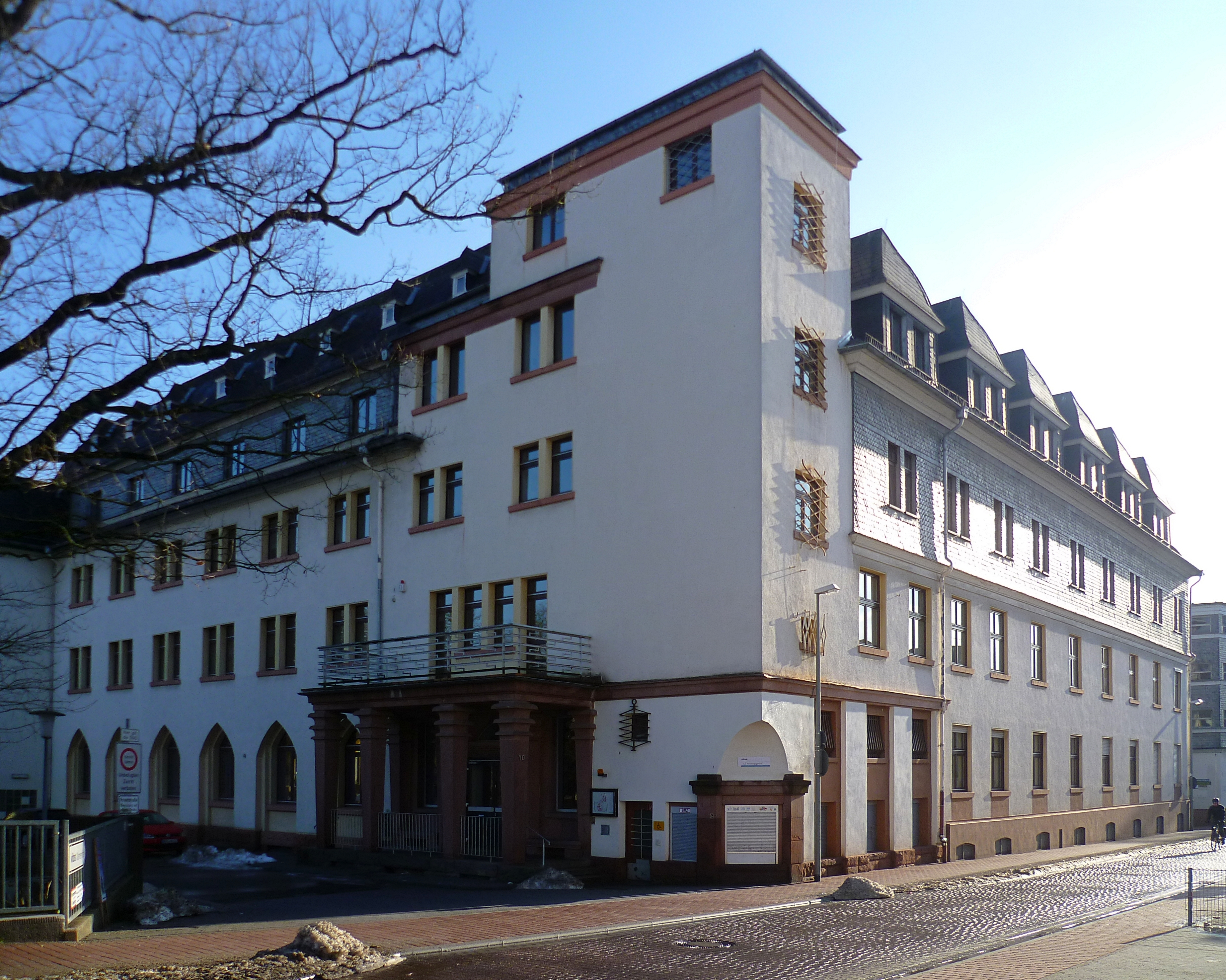
Das Haupt- und Verwaltungsgebäude des Kalmenhofs

Das mit L-förmigem Grundriss angelegte Haupt- und Werkstattgebäude des Kalmenhofs am Veitenmühlenweg 10/Grunerstraße 2 steht unter Denkmalschutz. An der Ecke der Hauptzufahrt zum Kalmenhofgelände treffen sich die beiden Gebäudeflügel. An diesem turmartig überhöhten Teil des Gebäudes befindet sich auch der Haupteingang, der in das Treppenhaus führt. Äußerlich geprägt wird das Gebäude von den Spitztonnendächern der beiden Gebäudeflügel, der Spitzbogenarkade des Nordflügels und der Verschieferung des zweiten Geschosses des mit Schweifgiebelgauben versehenen Westflügels.
Das weitläufige Treppenhaus ist durch die stählernen Treppen- und Balkongeländer und die für die Bauzeit typischen hohen Räume geprägt. Die Stützenaufteilung der Außenansicht setzt sich innen in Form von Pfeilern fort, die mit Backsteinen verkleidet sind wie im Obergeschoss auch die Wände.
Das ebenfalls mit einer Schieferverkleidung versehene Werkstattgebäude schließt sich an das Hauptgebäude über eine den Veitenmühlberg überquerende Brücke an. Es handelt sich um eine Hallenkonstruktion mit Fensterbändern, die nach der Entstehung als zeitgenössisch-modern anzusehen ist.

### Stockheimer Hof

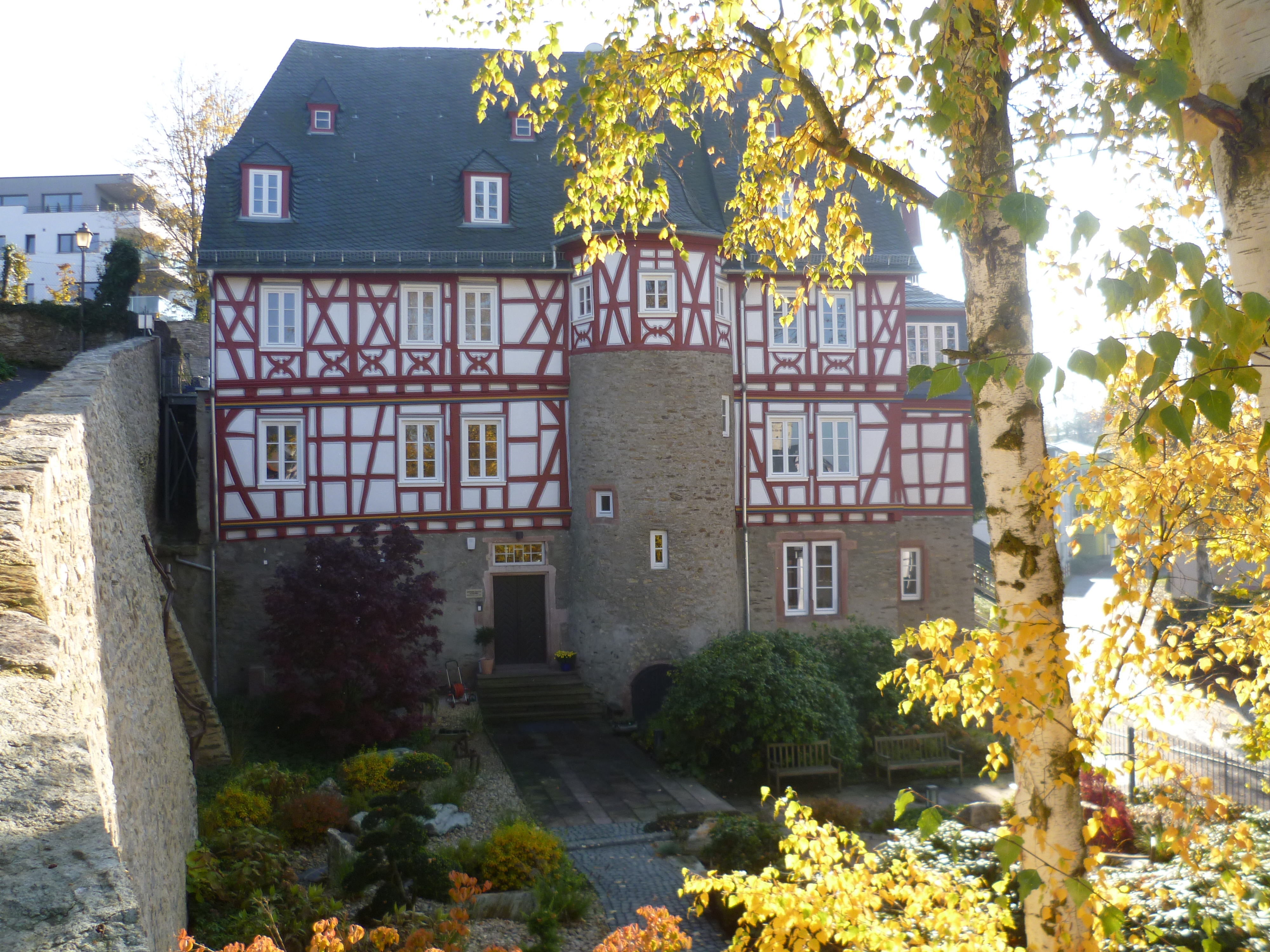
Der Stockheimer Hof wurde manchmal auch Altes Haus genannt

Das stattliche, unter Denkmalschutz stehende Gebäude an der Obergasse 31 weist eine mit den Mitte des 16. Jahrhunderts durch die Familie von Stockheim erbauten Herrenhäusern in Eltville und Geisenheim vergleichbare Struktur auf. Übereinstimmend sind an diesen Gebäuden Eingang, Treppenturm und der giebelseitige Vorbau positioniert. Den dreigeschossigen Hauptbau mit Krüppelwalmdach hat der Stockheimer Hof mit dem Haus in Geisenheim gemeinsam. Auf dem gemauerten Grundgeschoss sitzen zwei Fachwerkgeschosse. Das freigelegte Fachwerk fügt sich optisch in das von Fachwerk geprägte Bild der als Gesamtanlage denkmalgeschützten Altstadt Idsteins ein, auch wenn der Stockheimer Hof nicht diesem Ensemble zugerechnet wird. Verzierungen befinden sich nur im zweiten Obergeschoss und im Giebelfeld. Der halbrunde, ein Haubendach tragende Treppenturm mit einem Fachwerkgeschoss zeichnet sich deutlich ab. Denkbar ist, dass Treppenturm und Unterbau Teile eines Vorgängerbaus waren, die in das Bauwerk integriert wurden. Über dem unteren Fenster des Erkervorbaues sind die Wappen von Stockheim und von Hattstein angebracht. Dies ist auf die Hochzeit von Johann Friedrich von Stockheim und Catharina von Hattstein, Tochter des Henn Hattstein in Camberg und der Elisabeth Weißin von Fauerbach 1591, zurückzuführen. Auch das Baujahr 1599 ist dort festgehalten.
Seit 2006 gehört der Stockheimer Hof nicht mehr zur Anstalt Kalmenhof. Die heutigen Nutzer verwenden auf Hinweisschildern wieder den Namen Stockheimer Hof.

### Der Kalmenhof-Friedhof
Zunächst erfolgte die Beisetzung der ersten 300 Opfer auf dem städtischen Friedhof. Da dieser nicht für die zahlreichen Sterbefälle am Kalmenhof ausreichte, sperrte die Stadt Idstein diesen für die Zöglinge des Kalmenhofs. Weitere etwa 50 Opfer wurden zwischen Februar und Oktober 1942 auf dem jüdischen Friedhof begraben, der 1942 angekauft worden war. Als auch dieser nicht ausreichte, wurde auf einem der Kernstadt abgewandten Ackergelände in der Nähe des Krankenhauses ein Friedhof bei den Behörden angemeldet. Die Begräbnisse wurden möglichst still und heimlich durchgeführt und waren letztlich ein einfaches Verscharren. Der hierbei verwendete Klappsarg konnte vielmals benutzt werden. Oftmals wurden zwei oder mehr Leichen in einem Grab bestattet. Die Gräber waren nur durch nummerierte Blechkreuze markiert, namentliche Zuordnungen gab es nicht.
Nach Kriegsende bestand wahrscheinlich kein öffentliches Interesse an Sicherung und Pflege des Friedhofs.
Im Rahmen einer Begehung durch die Staatsanwaltschaft 1946 unter der Leitung von Fritz Bauer wurden drei Gräberfelder aktenkundig, die in drei Reihen angeordnet waren, mit insgesamt ca. 270 Blechkreuzen.
1952, während der Amtszeit des Bürgermeisters Willy Schreier, erfolgte die Neuanlage des Baugebietes „Schöne Aussicht“, deren westlich des Straßenzugs liegende Grundstücke bis heute auf den ungesicherten Friedhof hinein ragen. Die Blechkreuze waren seinerzeit noch sichtbar.
1964 wurde der Rohbau des Dienstwohnhauses (verschiedentlich auch „Beamtenhaus“ oder „Direktorenhaus“ genannt) inkl. entsprechenden Kanalanschlusses und Zuwegung hergestellt. In diesem Rahmen wurden Blechkreuze von der betroffenen Geländeterrasse „weggenommen“.
Im Rahmen des Ausbaus der unmittelbar an das Gelände angrenzenden Max-Kirmsse-Schule wurden Spreng- und Erdarbeiten an dem Gelände vorgenommen. In diesem Rahmen erscheint es wahrscheinlich, dass Grabanlagen zerstört wurden.
Die 1987 hergestellte Gedenkstätte ist zu klein bemessen, sie deckt nicht das komplette Areal des Friedhofs ab. Nach Ansicht des Historikers Christoph Schneider wollte man die Grabfelder in den 1950er Jahren absichtlich vergessen.

#### Mahnmal auf dem Veitenmühlberg

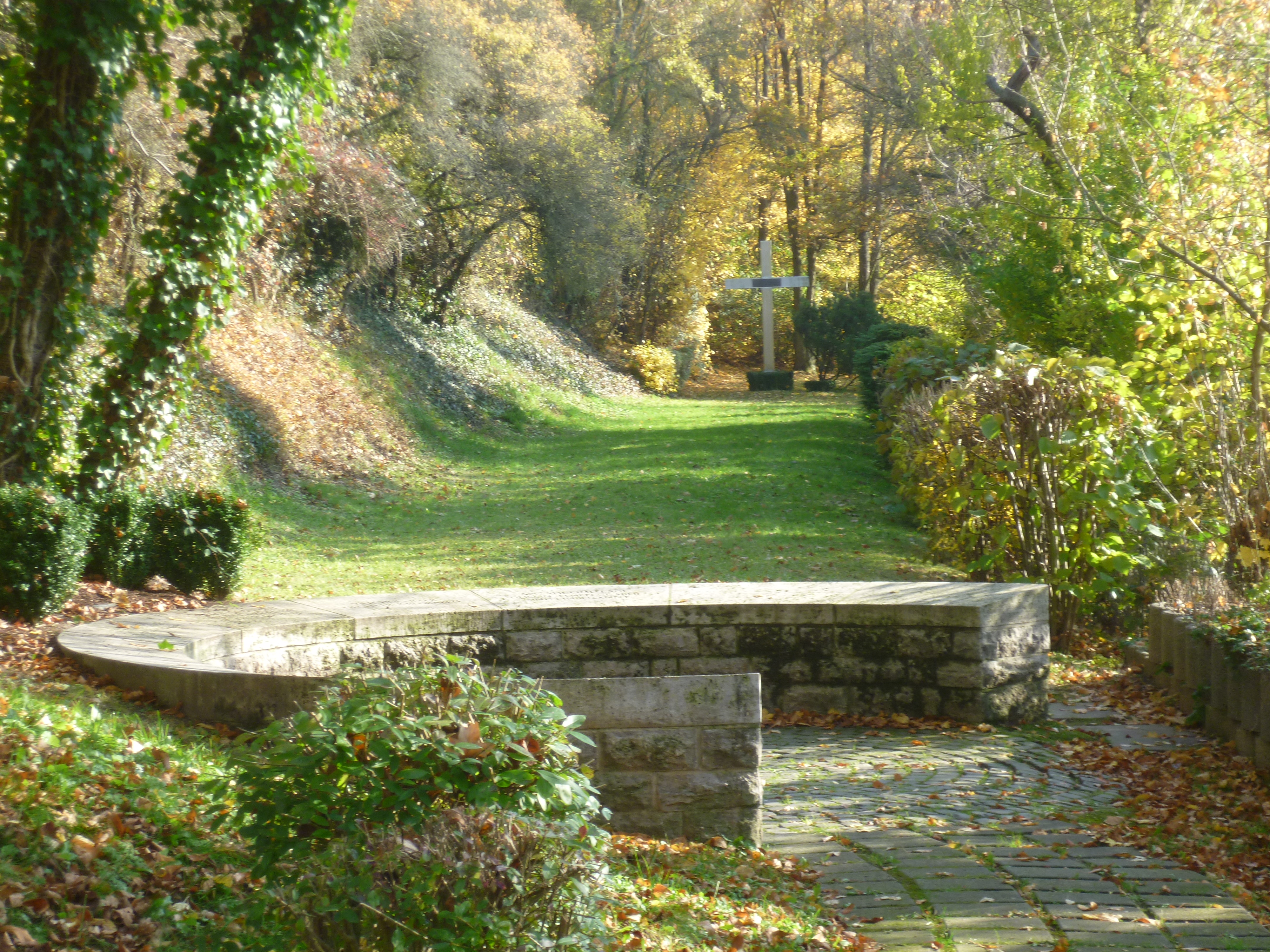
Mahnmal auf dem Veitmühlenberg

Das Mahnmal auf dem Veitenmühlberg wurde an der Stelle errichtet, wo die Opfer der NS-Zeit in Massengräbern verscharrt wurden. Bis in die Gegenwart erfolgte keine Exhumierung der Opfer oder die nur ansatzweise Eingrenzung des vermuteten Gräberfeldes. Zu erreichen ist das Mahnmal über die Straße Veitenmühlberg. Beim Gang auf den Friedhof der Tötungsanstalt passiert man auch das ehemalige „Krankenhaus“, in dem die meisten Morde begangen wurden. Das in zwei Teile gegliederte Mahnmal befindet sich unweit des Krankenhauses. Der Friedhof ist als solcher nicht erkennbar und im Gegensatz zu kommunalen Friedhöfen weder bei Google Maps noch in anderen digitalen Kartierungssystemen erkennbar.
Das 1987 errichtete niedrige Mauerwerk bildet einen Dreiviertelkreis und trägt auf seiner Abdeckung die Inschrift: „Zur Erinnerung an die Opfer der Gewaltherrschaft. Mehr als 600 Kinder und Erwachsene aus dem Kalmenhof wurden in den Jahren 1941–1945 ermordet. Viele der Opfer liegen hier begraben. Anzahl und Lage der einzelnen Gräber sind unbekannt.“ Am Ende des sich anschließenden Gräberfeldes steht seit 1984 ein stählernes Mahnkreuz mit der Inschrift „Zur Erinnerung an die Opfer der Verbrechen im Kalmenhof/Idstein während der Zeit des Nationalsozialismus“.

### Hofgut Gassenbach

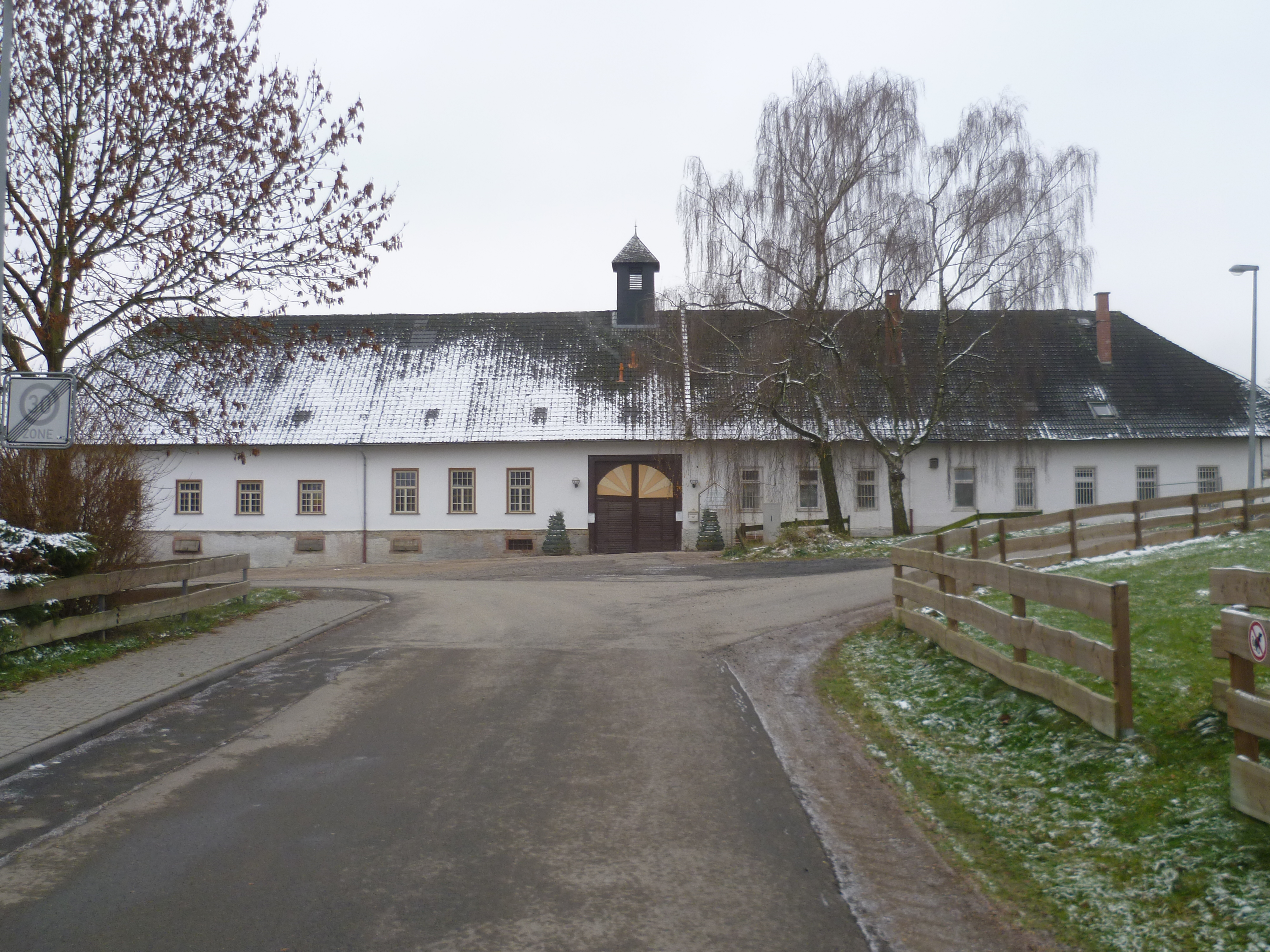
Hauptgebäude des Hofguts Gassenbach

Das Hofgut Gassenbach befindet sich etwa 500 Meter südlich des Kalmenhofs. Es gehört heute zur Domäne Mechtildshausen, dort ist eine Gruppe der Behindertenwerkstatt tätig. Die Geschichte des Hofguts ist zurückzuführen auf das abgegangene Dorf Gassenbach, das 1316 zum ersten Mal Erwähnung fand. Von 1930 an hatte der Kalmenhof das Hofgut übernommen.
Die ehemals vierseitig geschlossene Anlage ist nur noch ansatzweise erkennbar. Das ehemalige Hofhaus nimmt eine Schmalseite ein. Im Westen befindet sich eine Reihe von Scheunen und Stallungen mit Spitztonnendächern. Die Anlage steht teilweise unter Denkmalschutz.

## Koordinaten
1. ↑  50° 13′ 5,4″ N, 8° 16′ 4″ O
2. ↑  50° 13′ 10,3″ N, 8° 16′ 13,9″ O
3. ↑  50° 13′ 1,3″ N, 8° 16′ 7,9″ O

Koordinaten: 50° 13′ 7,8″ N, 8° 16′ 9,8″ O